# Cristòfor Colom
Cristòfor Colom (també Cristòfol Colom en algunes variants de la llengua; Cristoffa Corombo en lígur) (?, 1436/1451 — † Valladolid, 1506) fou un navegant, cartògraf, almirall, virrei i governador general de les Índies al servei dels reis Catòlics, conegut internacionalment amb el cognom llatinitzat de Columbus, o adaptat a les diferents llengües. Va explorar les terres del Carib, amb les quals va establir les rutes marítimes i va obrir el camí a la colonització americana.
Les terres explorades per Colom foren anomenades inicialment Índies occidentals o nou món, fins a l'aparició, l'any 1507, del mapa de Martin Waldseemüller i Matthias Ringmann del taller cartogràfic de Saint-Dié, on es passen a anomenar Amèrica, en honor d'un altre navegant, Amerigo Vespucci, del qual Waldseemüller havia llegit unes relacions sobre exploracions fetes en aquell continent.
Tot i que possiblement no va ser el primer explorador europeu d'Amèrica, Colom va ser qui va descobrir un nou continent per a Europa i la història, en ser el primer navegant capaç de traçar una ruta d'anada i tornada aprofitant els corrents marins de l'Atlàntic que avui encara s'utilitzen, obrint d'aquesta manera un nou món per a explorar, i explotar, als vells regnes europeus.

## Perfil històric

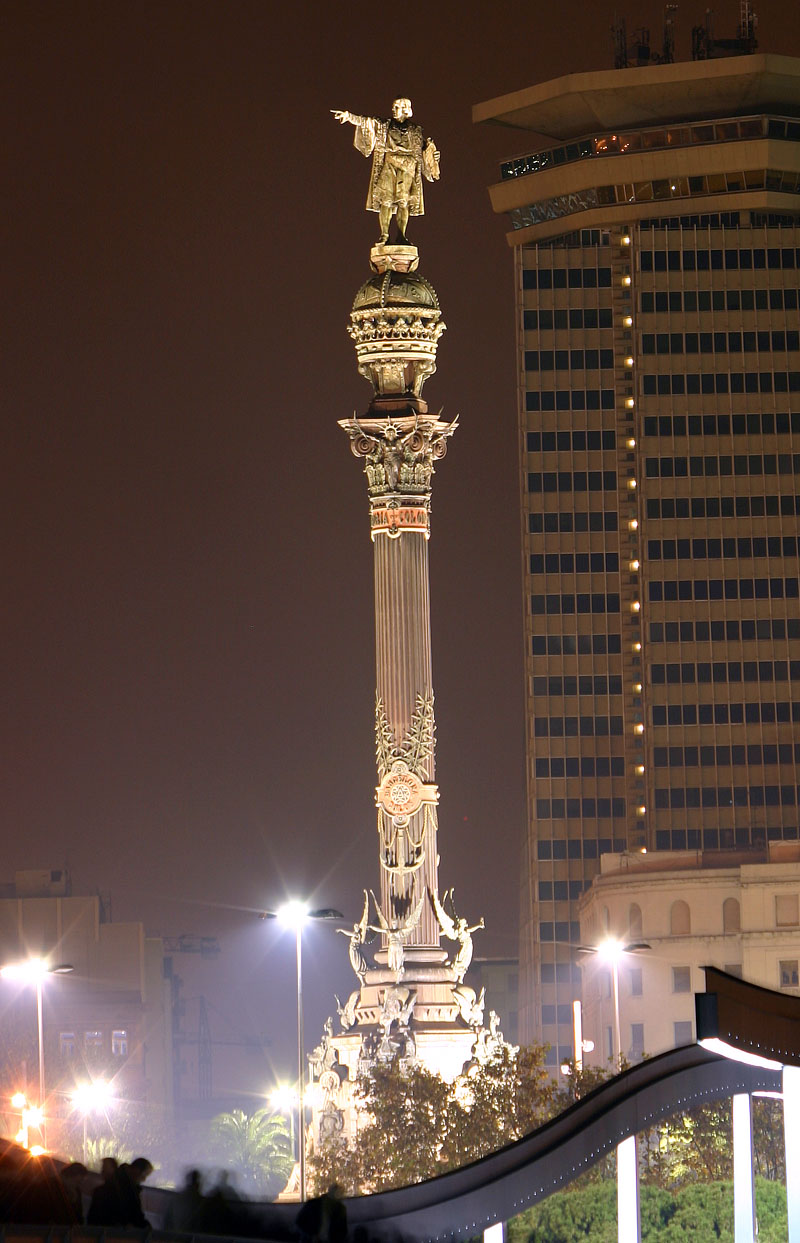
Monument a Cristòfor Colom a Barcelona, vista nocturna

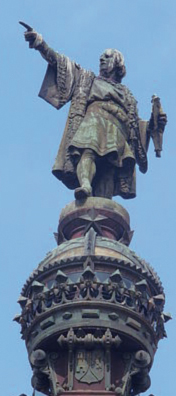
Detall de l'estàtua del monument a Colom, situat a la part baixa de la rambla de Barcelona

Cristòfor Colom és, actualment, un personatge històric controvertit. Tot i que els historiadors acadèmics creuen que Colom va ser genovès, al voltant de la seva figura existeixen diferents teories, referides tant al seu origen geogràfic (català, balear, gallec, portuguès…) com al seu llinatge (humil o noble) i la seva religió (cristià, jueu), o a les seves habilitats, ja que, mentre que algunes teories reforcen la imatge d'una persona hàbil, però poc dotada per al comandament i la navegació, d'altres ens el mostren amb grans dots en aquest sentit. Igualment controvertit és tot el que envolta el descobriment d'Amèrica i com s'esdevingué que Colom arribés al convenciment que era possible trobar una ruta cap a les Índies navegant en direcció oest.
Les contradiccions entre algunes fonts coetànies, incloent-hi el mateix Colom, així com els posteriors interessos nacionals i religiosos per tal d'assignar-se la «paternitat» de Colom han propiciat que el personatge presenti tot un seguit de clarobscurs sobre els quals no hi ha un consens clar en la comunitat històrica actual.
Amb tot, hi ha un fet clarament indiscutible: Colom afirmava que es podia arribar a l'Orient llunyà (les Índies) des d'Europa viatjant cap a l'oest, i que era factible realitzar el viatge per mar amb possibilitats d'èxit; dedicà els millors anys de la seva vida a confirmar aquest pensament i assolí l'èxit inesperat el 12 d'octubre de 1492: el descobriment del nou món als ulls de la vella Europa.
Si bé és probable que Colom no fos el primer europeu a trepitjar les costes americanes –a la seva època va gaudir de molta anomenada, a més, la tradició d'un possible predescobridor, que segons les fonts seria més o menys creïble– Colom no solament va arribar al nou món, sinó que retornà a Europa, va realitzar un total de quatre viatges i donà inici a un règim de viatges periòdics segurs des d'Europa fins a Amèrica. A partir dels viatges de Colom, el van succeir altres exploradors i conqueridors i s'establiren vincles permanents amb el nou continent.
En el context històric de l'època, el trànsit de mercaderies entre l'Orient i Europa es realitzava per la ruta que anava d'Àsia fins a Europa travessant l'Àsia Menor, però a partir de la presa de Constantinoble pels turcs, el 1453, aquesta via es va fer difícil i va quedar monopolitzada pels otomans i els seus aliats, els mercaders genovesos. Les nacions més occidentals d'Europa –Portugal, Castella i Aragó–, necessitades dels béns orientals, volien adquirir aquestes mercaderies sense mitjancers.
Portugal fou qui prengué la iniciativa, gràcies, principalment, al fet que la conquesta del seu territori als musulmans havia finalitzat al segle xiii. Els portuguesos, així, s'havien llançat a navegar per tal d'ampliar els seus dominis i mirar de descobrir noves rutes comercials. L'any 1488, mitjançant el mariner Bartolomeu Dias, havien arribat al cap de Bona Esperança. Havien trobat, doncs, una nova ruta cap a l'Orient i d'aquesta manera podien crear alhora un nou monopoli, que competiria amb Gènova. Les corones castellana i aragonesa, unides dinàsticament mitjançant els reis Catòlics, quan ja es trobaven a les acaballes de la conquesta –amb la presa de Granada– es van interessar per la recerca d'una nova ruta.
Colom sostenia que navegant per l'oest el camí era molt més curt, de manera que projectà el seu viatge com una oportunitat d'obrir una nova ruta comercial alternativa a les ja existents –la terrestre, monopolitzada per Gènova i els otomans, i la marítima, recentment descoberta pels portuguesos–, per a la qual recollí finalment el patronatge dels reis Catòlics.

## Origen
Els historiadors acadèmics creuen que l'origen de Cristòfor Colom és genovès, i així queda reflectit en moltes obres i enciclopèdies. Amb tot, l'origen de Colom és prou lluny de resoldre's per a poder asseverar inequívocament ni el lloc de naixença ni la seva edat. Actualment, es mantenen algunes llacunes, contradiccions i misteris sobre la seva biografia, algunes de les quals són provocades pel mateix Colom: Hernando Colón (fill de l'almirall), en la seva Historia del almirante Don Cristóbal Colón, afirma que el seu progenitor no volia que fossin coneguts el seu origen i la seva pàtria. La confusió inicial, unida a la pèrdua de documentació posterior o fins i tot a la falsificació de documentació, ja iniciada pels descendents de Colom en els Plets colombins, són fets que han propiciat, junt amb altres motius més polítics que no pas historiogràfics, l'aparició de múltiples hipòtesis sobre el bressol de Colom.
| Principals hipòtesis sobre l'origen de Colom | Principals hipòtesis sobre l'origen de Colom | Principals hipòtesis sobre l'origen de Colom | Principals hipòtesis sobre l'origen de Colom | Principals hipòtesis sobre l'origen de Colom |
| Hipòtesi                                     | Idea central | Arguments | Contraarguments |                                              |
| -------------------------------------------- | --- | --- | --- | -------------------------------------------- |
| Hipòtesi genovesa                            | Colom fou nascut amb el nom de Cristoforo Colombo. Era fill de Domenico Colombo, teixidor i comerciant.                                                                                 | Vora 200 documents genovesos detallen la vida de Christoffa Corombo (nom en llengua genovesa). Hi ha evidències també d'activitats de mercants genovesos a Portugal a la dècada de 1470. | El genovès Cristoforo Colombo podria no ser el famós descobridor. Colom no és referit com a Colombo en cap document oficial. Escriu en llatí i castellà, fins i tot quan s'adreça a amics italians. L'anàlisi de les restes, i la descripció de la seva mort, situen la naixença de Colom anterior a la de Colombo. |                                              |
| · Hipòtesi catalana                          | Colom fou nascut amb aquest cognom a Catalunya. Ell mateix se'l canvia al castellà Colón per tal d'ocultar la seva participació en una rebel·lió contra el pare de Ferran.              | Els seus manuscrits semblen catalans i el seu castellà presenta errors que suggereixen que el català era la seva llengua materna. És anomenat Colom en documents castellans. Les seves tripulacions són formades per molts catalans i posseïa molts llibres en català.                                   | Colom no digué mai que fos català i no s'ha conservat cap escrit de Colom en català. |                                              |
| · Hipòtesi mallorquina                       | Colom fou nascut a Mallorca. Era fill del príncep Carles de Viana. | Una carta suggereix que el príncep tingué un fill el 1459 amb Margalida Colom, fet que hauria permès el matrimoni de Colom amb la noblesa portuguesa i podria explicar el seu accés als Reis Catòlics.                                                                                                   | Aquest Colom hauria mort amb 46 anys en lloc dels vora 60 que mostren les restes del descobridor. La carta ha estat posada en dubte suggerint que es refereix a una amistançada coneguda de Palerm, amb un cognom diferent.                                                                                         |                                              |
| · Hipòtesi eivissenca                        | Colom fou nascut a Eivissa i era jueu. | Topònims relacionats amb les Pitiüses. Colom es formà en arts marítimes a Eivissa. Colom empra vocabulari naval present en català –algun mot exclusiu eivissenc– i que no ho eren en castellà, essent Colom el primer a emprar-les.                                                                      | Colom no digué mai que fos eivissenc. La documentació eivissenca anterior a 1520 ha desaparegut. |                                              |
| Hipòtesi jueva                               | Colom, o els seus ascendents recents, foren jueus que es convertiren per tal d'evitar l'expulsió i la inquisició.                                                                       | Molts jueus es convertiren, o simularen fer-ho, per tal d'evitar l'expulsió i la inquisició. Colom empra caràcters hebreus i dates hebrees en alguns escrits. Rep el suport de famílies hebrees destacades.                                                                                              | Els catòlics cultes del segle XV solien estar interessats en els textos hebreus. |                                              |
| · Hipòtesi gallega                           | Colom fou nascut a Galícia. | Es presentaren diversos documents de l'època que n'asseveren l'origen. Alguns lingüistes sostenen que la llengua materna de Colom era el gallec. Suposats galleguismes dins els escrits de Colom. | Els documents aportats semblen haver estat manipulats. |                                              |
| · Hipòtesi portuguesa                        | Colom fou nascut com a Salvador Fernandes Zarco, fill del príncep portuguès. Fou enviat pels portuguesos als Reis Catòlics perquè patrocinessin l'exploració d'una nova via cap a Àsia. | Colom es casà amb la noble portuguesa Filipa Moniz i accedí a territoris portuguesos vetats als estrangers. Alguns noms del Nou Món semblen procedir de topònims portuguesos. Alguns lingüistes creuen que les faltes gramaticals de Colom són degudes al fet que el seu idioma matern era el portuguès. | No existeixen documents per relacionar Colom amb Portugal. La família reial portuguesa mai reclamà Colom com a propi. Colom nomenà llocs amb topònims catalans i castellans, també. |                                              |
| Altres Hipòtesis                             | castellà (Sevilla, Guadalajara, Plasència) · basc · grec · anglès · cors · noruec · croat                                                                                               | castellà (Sevilla, Guadalajara, Plasència) · basc · grec · anglès · cors · noruec · croat | castellà (Sevilla, Guadalajara, Plasència) · basc · grec · anglès · cors · noruec · croat |                                              |

### El Colom genovès

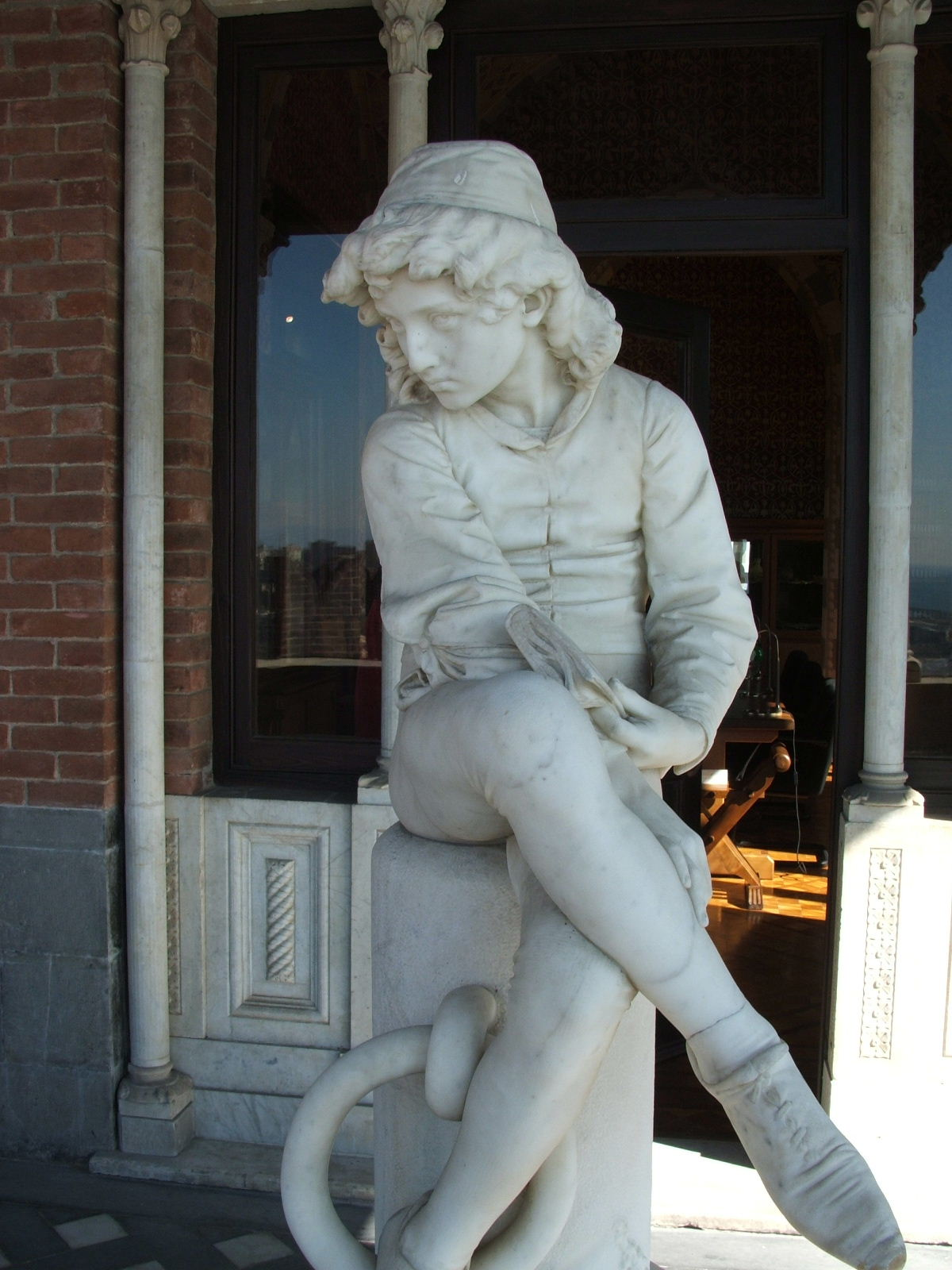
Colom infant, de Giulio Monteverde (Museo delle Culture del Mondo, castell d'Albertis, Gènova)

La tesi sostinguda majoritàriament manté que Cristoforo Colombo va néixer l'any 1451 a Savona, a la República de Gènova. Els seus pares serien Domenico Colombo, mestre teixidor i després comerciant, i Susanna Fontanarossa. Dels cinc fills del matrimoni, dos, Cristoforo i Bartolomeo, van tenir aviat vocació marinera. El tercer va ser Giacomo, que va aprendre l'ofici de teixidor. Els altres dos germans haurien estat Giovanni, que va morir aviat, i Bianchinetta, l'única dona.
L'aparició, l'any 1892, del llibre Raccolta di documenti e studi pubblicati dalla Reale Commissione colombiana, pel quarto centenario dalla scoperta dell'America,
editat el 1896 i publicat pel Ministero della Pubblica Istruzione (Roma),
donà notícia dels documents que formen la base d'aquesta hipòtesi i en feu un recull. Són uns dos cents documents notarials genovesos, molts dels quals presenten defectes de forma, i a part del seu origen aporten poca informació rellevant sobre la vida de Colom. Entre tots aquests documents, una mitja dotzena mencionen explícitament Cristoforo Colombo.
El 1904, Ugo Assereto descobrí, a l'Arxiu Notarial de l'estat de Gènova, entre les actes del notari Girolamo Ventimiglia (secció 2a., anys 1474-1504, núm. 266), un document atorgat a Gènova el 25 d'agost de 1479. En aquest document, es menciona un tal Cristoforo Colombo, ciutadà de Gènova, que per mandat de Paolo Di Negro fou enviat a l'illa de Madeira a comprar una certa quantitat de sucre. En aquest document, el tal Colombo assegura tenir vint-i-set anys (havia nascut, per tant, el 1451) i que marxa l'endemà en direcció a Portugal.
Després de ressorgir la hipòtesi catalana en els llibres de Luis Ulloa, el dictador italià Benito Mussolini va fer actualitzar la Raccolta amb alguns documents nous i es va editar el gran llibre Cristoforo Colombo: Documenti e prove della sua appartenenza a Genova, editat a Bèrgam per l'Istituto Italiano d'Arti Grafiche l'any 1929 i publicat en diversos idiomes.

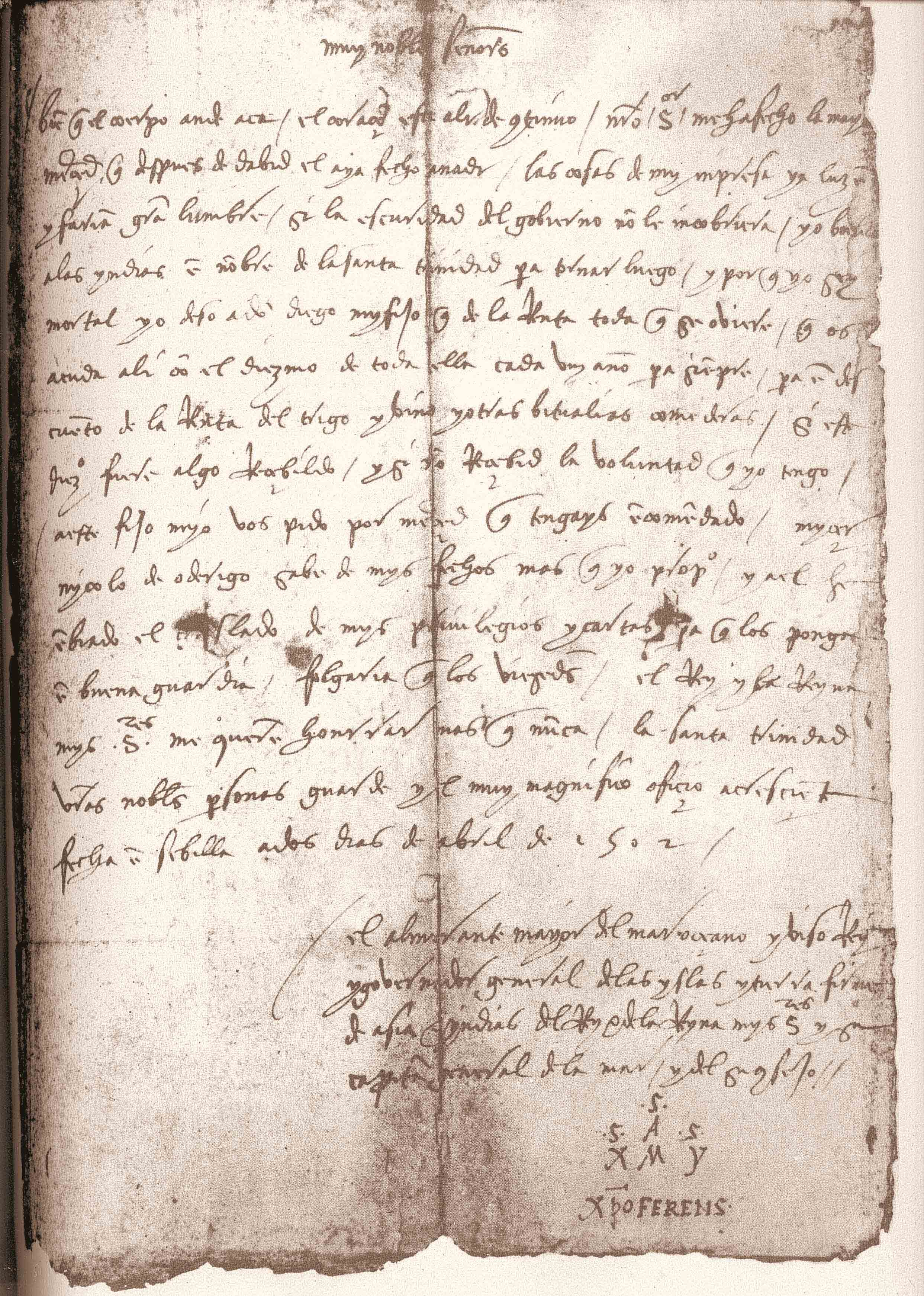
Carta de Colom al Banco di San Giorgio

Entre els nous documents publicats, hi havia una carta dirigida al Banc de Sant Jordi de Gènova per Colom i datada a Sevilla el 2 d'abril de 1502. El llibre recull que en aquest document hi resta escrit en castellà: «mi corazón está en Génova» ('el meu cor és a Gènova'). Aquesta carta ha estat emprada pels defensors de la genovesitat de Colom com una mostra clara del bressol de l'almirall. Fins fa pocs anys, alguns historiadors afirmaven que hi deia: «aunque mi cuerpo esté aquí, mi corazón está en Génova» ('encara que el meu cos sigui aquí, el meu cor és a Gènova'). Això no obstant, l'estudi del document original mostra que en realitat s'hi diu: «Muy nobles Señores: Bien que el cuerpo ande acá, el corazón está allí de contiguo» ('Molt nobles senyors: encara que el cos és aquí, el cor és allà a tocar').
Tanmateix, també és d'una especial menció i importància el document anomenat Fundación de mayorazgo, datat el 22 de febrer de 1498, i la seva ratificació el 28 de setembre de 1501, en el qual Colom mateix assegura ser genovès:
| «                                                                                        | Item mando al dicho don Diego, mi hijo, o a la persona que heredare el dicho mayorazgo, que tenga y sostenga siempre en la ciudad de Génova una persona de nuestro linaje […] pues de ahí salí y en ella nací. | » |
| — Fundación de Mayorazgo. Archivo General de Indias. Signatura: Patronato, 295, N.101 (. | |   |

Aquests últims documents, la Fundación de mayorazgo i la seva ratificació, són força discutits: d'una banda, hi ha historiadors que defensen que la Fundación de mayorazgo és un document falsificat pels descendents de Colom per tal de defensar els seus drets davant els diferents plets que mantingueren amb la corona, mentre que d'altres en mantenen la veracitat.
Cronistes coetanis de Colom, o que visqueren els «grans descobriments», com Las Casas, Fernández de Oviedo i Andrés Bernal (o Bernáldez, rector de Los Palacios), sostingueren l'origen genovès de Colom, mentre que Pedro Mártir de Anglería tan sols es referí al naixement d'aquest a Gènova, sense fer referència al seu origen.
Molts historiadors continuen sostenint, o han sostingut, aquesta hipòtesi (com Consuelo Varela, Luis Arranz, Lourdes Díaz-Trechuelo, Juan Manzano, Pérez Embid o Charles Verlinden, per exemple).

### El Colom català
Així mateix, hi ha un altre corrent d'autors força nombrós que sosté que Colom fou nat dins l'àmbit de la Corona d'Aragó, concretament a Catalunya o a les Illes Balears. Aquest corrent assigna a Colom, segons les diferents versions de la hipòtesi, distints llocs de naixença, sia dins del territori català actual (bé a l'Empordà, Girona, Tarroja de Segarra, Sant Boi de Llobregat, Barcelona, Tortosa, Lleida), o a les Illes Balears (Eivissa, Felanitx), o bé a Gènova o a Sardenya, però de família originària catalana, o bé fent-lo fill del príncep Carles de Viana. L'anomenada hipòtesi catalana se sustenta en un seguit de proves relacionades amb els usos i costums de l'època, anàlisis paleogràfiques i lingüístiques, així com les diferents incoherències que presenta la hipòtesi genovesa. Amb tot, aquesta hipòtesi és poc sustentada en documents que reforcin la seva argumentació, en contraposició a la hipòtesi genovesa.
Entre els arguments en què se sustenta la hipòtesi, un és que el cognom Colom és l'emprat en vida de l'almirall i que no s'empra Colombo, mentre que la forma Colón apareix amb posterioritat.
A inici del segle xx diversos historiadors, com el peruà Luis Ulloa o Ricard Carreras, cohesionaren i donaren forma a la hipòtesi, la qual, en diferents versions, ha estat ampliada i recollida per altres historiadors i investigadors colombins en el transcurs dels anys (com ara Caius Parellada, Pere Català i Roca, Francesc Albardaner, Nito Verdera o Charles J. Merrill, a tall d'exemple).
A final de segle xx i al xxi, destaca -entre d'altres-, per diversos llibres seus argumentatius i divulgatius, molt controvertits però, Jordi Bilbeny.
Entre els diferents arguments emprats per a sustentar aquesta hipòtesi cal destacar els diferents estudis lingüístics i paleogràfics realitzats a diversos documents autògrafs de Colom. Diferents autors sostenen que si bé, per una banda, Colom escriu majoritàriament en castellà, no sembla conèixer l'italià de l'època. Tot un seguit d'anàlisis lingüístiques que indiquen que les interferències fonològiques en els escrits autògrafs de Colom corresponen a les d'un parlant del català oriental central i estudis paleogràfics segons els quals la cal·ligrafia de Colom és d'una persona culta que feia servir la lletra gòtica cursiva catalana amb una gran precisió reafirmarien el fet que el substrat cultural de Colom era català.
L'historiador Enric Bayerri i Bertomeu defensa en el seu llibre Colón tal cual fue la hipòtesi que Cristòfol Colom era de Tortosa, basant-se en fets com que a l'època dels Reis Catòlics a Tortosa hi havia una illa enmig del riu que s'anomenava l'illa de Gènova,
Així mateix, les diferents llacunes de la hipòtesi genovesa, entre aquestes el fet que Colom es casés amb una noble portuguesa, Filipa Moniz Perestrello (fet força improbable si Colom hagués estat un plebeu d'origen estranger), o que diferents fonts coincideixin en el fet que Colom va morir sent força gran. Les anàlisis paleontològiques del professor Miguel Botella (Universitat de Granada) de les restes de Cristòfor Colom revelen que són les d'una persona que va morir als 50/70 anys; i les del seu germà Diego Colón certifiquen que al moment de la mort tenia 54/64 anys (i no 48, com hauria tingut el Giacomo Colombo genovès).
Paral·lelament, diversos autors (com Cristòfor Despuig, el 1557, o Jerónimo Zurita, el 1579, com també els Fueros de Aragón de 1585, entre d'altres, i per citar-ne només les primeres referències) han sostingut la catalanitat de la descoberta enfront de la tradicional genovesitat.
Estelle Irizarry, professora emèrita de literatura hispànica a la Universitat de Georgetown, Washington D.C., autora de quaranta llibres i més de cent cinquanta articles en revistes internacionals, ha estat dels primers historiadors a tractar d'aportar proves objectives basades en criteris i metodologies científiques per resoldre els misteris que envolten l'origen i identitat de Cristòfol Colom.
L'any 2009, presentà a Madrid el llibre El ADN de los escritos de Cristóbal Colón. Al llibre, es compara el sistema d'escriptura del navegant amb manuscrits de Portugal, Itàlia, Castella, Aragó, entre d'altres, i destaca que algunes cartes estan puntuades amb barres i punts [/.] [/] [//], estil de puntuació que no es feia servir mai a la corona de Castella i, per contra, era comú a les terres de l'antiga corona d'Aragó. Analitzant el llenguatge, assenyala la profusió de catalanismes i aragonesismes, així com influència del jueu espanyol o «ladino». Remarca que el seu castellà és el propi d'una persona que no el té per parla materna sinó que aprengué la llengua ja de gran. Totes aquestes consideracions i d'altres relatives a la religió li porten a concloure que Colom procedia d'algun dels territoris de parla catalana de la corona d'Aragó i era d'origen jueu.

### El Colom jueu

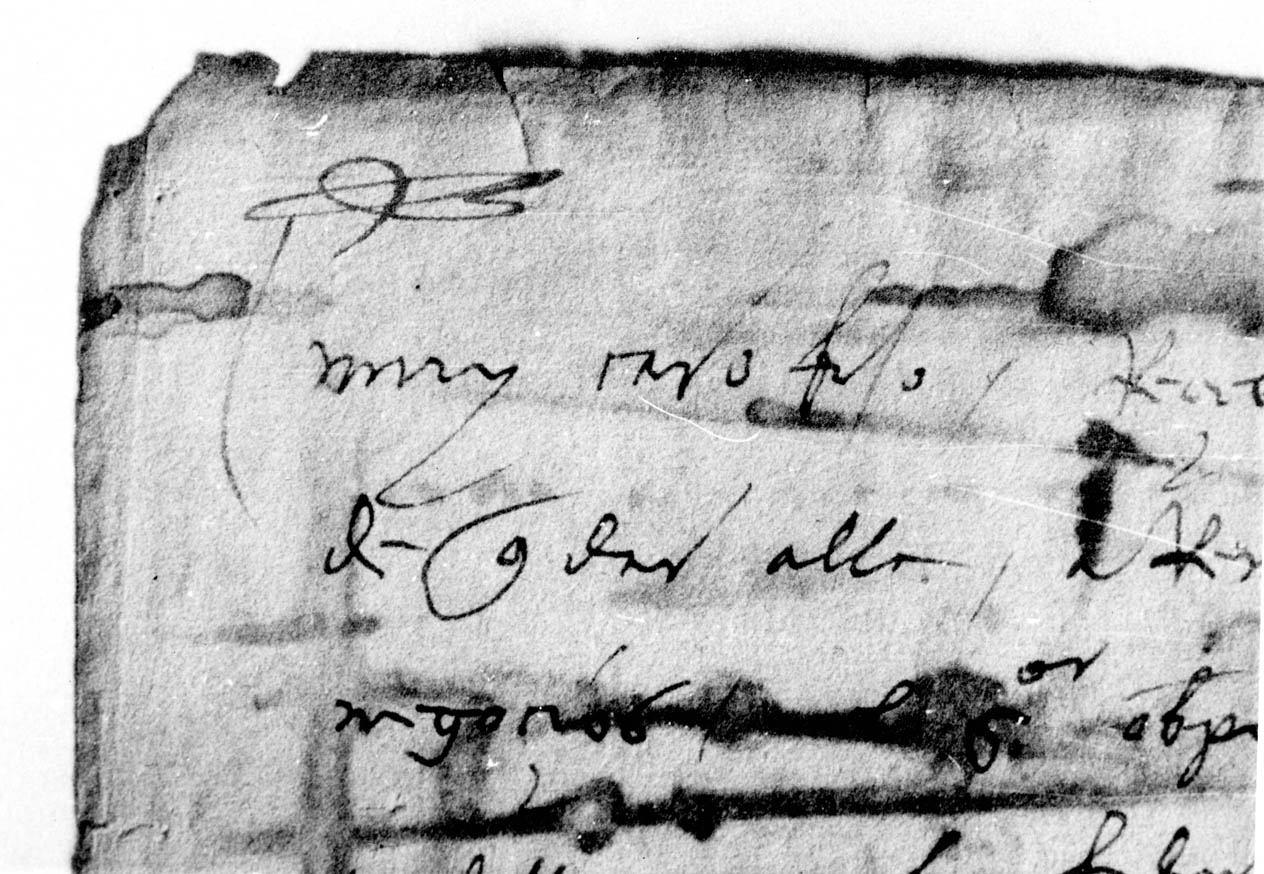
Detall d'una carta de Colom al seu fill Diego, amb les lletres hebrees bet i he al cantó superior esquerre

Hi ha igualment diferències de parer sobre l'adscripció religiosa de Colom. Diversos estudiosos han indicat el possible origen sefardita (jueu) de Colom. El primer a indicar aquest tret de Colom fou Salvador de Madariaga (Colom, de família catalana fugida a Gènova, a causa dels problemes que hi va haver al final del segle xiv a Catalunya als calls jueus). Simon Wiesenthal, al seu llibre Segel der Hoffnung (Edició en castellà: Operación Nuevo Mundo: La misión secreta de Cristóbal Colón) afirma que l'expedició de Colom pretenia donar sortida als jueus de la península.
Aquest vessant del Colom jueu es basa en els següents fets i hipòtesis: moltes de les personalitats que donen suport a Colom davant els reis són d'origen jueu, com Lluís de Santàngel (família Ginillo), Alfons de la Cavalleria (família Ben Labí), Luis i Juana de la Torre, Isaac Abravanel o Abraham Zacuto; i també són descendents de jueus Luis de la Cerda, Pedro González de Mendoza, Juan Cabrero, Diego de Deza, Gabriel Sanxís i Joan de Coloma.
El fet que al cantó superior esquerre de les cartes al seu fill Diego hi posés un anagrama compost per les lletres bet i he de l'alfabet hebreu, i que poden entendre's com a abreviatura de Barukh Haixem ('lloat sia Déu'), dona més arguments als defensors d'aquesta hipòtesi.
Els defensors d'aquesta hipòtesi sostenen que aquest origen jueu donaria una explicació prou fonamentada al fet que Colom i els seus descendents esmercessin tants esforços a mirar d'ocultar l'origen de l'almirall, principalment a causa de la delicada situació en què es trobaven els jueus en aquesta època.
L'investigador Nito Verdera, en els seus llibres, ha reforçat aquesta hipòtesi. Situa el naixement de Colom a Eivissa i afirma que el Llibre de les profecies escrit per Cristòfor Colom només reflecteix l'Antic Testament, i que Colom va posar a estudiar el llibre el seu fill Hernando just a l'edat en què els joves hebreus s'inicien a la Torà.

### Altres hipòtesis
Paral·lelament, existeixen altres hipòtesis sobre el seu origen, si bé que aquestes ja són més minoritàries i moltes presenten menys fonaments científics que les esmentades anteriorment.
Entre aquestes, cal destacar les hipòtesis sobre un origen gallec: Celso García de la Riega va sostenir que Colom era d'origen gallec basant-se en documents de l'època colombina; tanmateix, posteriorment van ser rebutjats pels estudis realitzats tant pel paleògraf Eladio Oviedo Arce com per la Reial Acadèmia de la Historia, que van concloure que els esmentats documents, o bé eren falsos o havien estat manipulats en dates posteriors a la seva creació. Altres hipòtesis el veuen com a portuguès, principalment les basades en interpretacions de l'anagrama de la signatura de Colom o en suposats portuguesismes dins els seus escrits: l'expert Ramón Menéndez Pidal va confirmar que eren portuguesismes, en contra dels qui mantenien que eren reminiscències d'altres llengües; posteriorment, Rumeu de Armas va matisar que això seria degut no al fet que fos nascut a Portugal, sinó a una naturalització causada pels anys que va romandre en aquell país.
Un altre estudiós, Manuel Rosa —investigador del Centro Médico de la Universitat Duke de Carolina del Nord— en el seu llibre Colón: la historia nunca contada, assegura que el descobridor no era un simple teixidor i comerciant genovès, sinó que era el fill d'un rei polonès exiliat a Madeira. A més, afirma que Colom era un espia i mariner al servei de Portugal amb uns coneixements científics extraordinaris per a la seva època.
Així mateix també hi ha altres hipòtesis, encara més minoritàries, d'origen castellà, les quals entren en contradicció amb els documents oficials colombins en què s'afirma que era estranger a Castella: sia de Sevilla, Guadalajara o extremeny de Plasència; basc, grec, anglès, cors, noruec o croat.

## Primers anys (fins a 1476)

### Formació i coneixements de Cristòfor Colom
En una carta als reis catòlics, datada el 1501, a la qual adjuntà una esfera terrestre, Colom escriu:
| «                                                   | de molt petita edat vaig entrar a la mar navegant i ho he continuant fent fins avui. El mateix art inclina a qui el segueix a desitjar saber els secrets d'aquest món. Tot el que fins avui es navega ho he caminat jo. Tracte i conversació he tingut amb gent sàvia, eclesiàstics i seglars, llatins i grecs, jueus i moros, i amb molts d'altres. En la marineria em va fer Nostre Senyor abundós, d'astrologia em donà el que abastava i així de geometria i aritmètica, i enginy en l'ànima i les mans per dibuixar l'esfera, i en ella ciutats, rius i muntanyes, illes i ports, tot al seu propi lloc. | » |
| — Cristòfor Colom, Arxiu de la Casa de Alba, Madrid | |   |

Cristòfor Colom va observar la declinació magnètica amb la longitud, o sia, que la desviació de l'agulla augmenta cap a l'est (a la qual va anomenar nordestar) o cap a l'oest (a la qual va anomenar noruestar). Una prova més dels coneixements científics que tenia, la trobem en el fet que obtenia la longitud d'un lloc tenint en compte la desviació de l'agulla (de la brúixola).
Així mateix, de la lectura del diari de bord, es pot concloure que Colom tenia en el seu poder cartes de navegació on hi havia dibuixades unes terres més enllà d'unes illes, tot i que encara no es coneix la procedència d'aquestes. En aquestes cartes la distància al nou món era la real, de 2.800 milles.
Segons els experts en lingüística, Cristòfor Colom demostra tenir coneixements de diverses llengües: castellà, portuguès i català. 
Dominava també el llatí i l'hebreu, i els textos sagrats, com demostra en la redacció del seu Llibre de les profecies.
En els seus escrits es troben rastres d'haver llegit Ramon Llull, Francesc Eiximenis i Arnau de Vilanova. En la seva biblioteca, hi havia entre molts d'altres un Imago Mundi, un Millione de Marco Polo, el Compendium Constitutionem Cataloniae de 1485, un Llibre del Consolat de mar, i un Llibre de les dones d'Eiximenis.
Així mateix, en el transcurs dels seus viatges, Colom observà i reflectí un seguit de noves impressions i fets que posteriorment s'han pogut constatar. En la seva relació del tercer viatge, Colom escriu:
| « | Jo sempre vaig creure que el món era una esfera perfecta […] i m'he adonat que no era rodó, sinó en forma de pera, […] excepte on hi ha el peduncle, lloc on és més alt […] | » |

Aquesta descripció de Colom ha estat confirmada amb posterioritat: el satèl·lit americà Vanguard confirmà aquest extrem, i el CSIC en el seu informe diu que "l'harmònic del tercer ordre és el responsable d'aquesta forma de pera de la Terra".
En la relació del tercer viatge diu «a les Açores… les naus van alçant-se cap al cel com si pugessin». L'observatori astrofísic Smithsonian de Massachusetts, a partir de 40.000 observacions de tres satèl·lits, van arribar a la conclusió que «al mar dels Sargassos hi ha una depressió de -30 metres, al Carib de -50 metres, i prop d'Anglaterra una corba de nivell de +50 metres», confirmant la percepció reflectida.
Per altra banda, en el primer viatge, Cristòfor Colom seguí la ruta del paral·lel 28. Les modernes pilots Charts ens ensenyen que el paral·lel 28 és el dels vents alisis, és a dir, el dels millors vents cap a ponent entre gener i setembre, i en l'actualitat els velers segueixen aquesta ruta. En canvi, en el viatge de tornada, el 16 de gener de 1493, no dubta, en contra l'opinió dels altres capitans, a fixar rumb N 1/4 NE, en comptes de simplement navegar cap a l'est, i el canvià en arribar al paral·lel 38° N, en una longitud 50° O. Això també es reflecteix en les modernes Pilot Charts entre gener i setembre: per a tornar d'Amèrica s'ha de navegar entre els paral·lels 36° i 39°.
Una prova que la seva opinió era respectada i tinguda en compte, la trobem en una carta de la reina Isabel a Colom, datada del 5 de setembre de 1493 i enviada en el transcurs de les diferents negociacions establertes amb el papat i Portugal que acabarien desembocant en el tractat de Tordesillas, en la qual es fa referència a la butlla Inter caetera del 4 de maig de 1493, emesa pel papa Alexandre VI, en què s'establí un repartiment de l'oceà Atlàntic entre Portugal i Castella:
| «                                                | …despues de la venida de los [embajadores] portugueses en la platica que conellos se ha avido algunos quieren desir que lo que esta en medio desde la punta que los portogueses llaman de buena esperança que esta en la rota que agora ellos llevan por la mina del oro e guinea abaxo fasta la raya que vos [Colom] dixisteis que devia venir en la bula del papa… | » |
| — Carta dels Reis a Colom, 5 de setembre de 1493 | |   |

Així mateix, Jaume Ferrer de Blanes, cartògraf eminent del seu temps i un dels negociadors del tractat de Tordesillas, en una carta escrita l'agost de 1494 al rei Ferran diu:
| « | y si en esta mi determinación y parecer será visto algún yerro, siempre me referiré a la corrección de los que más de mi saben y comprenden, especialmente del Almirante de las Indias, el cual, tempore existente, en esta materia más que otro sabe; porque es gran teórico y mirablemente plático como sus memorables obras manifiestan. | » |

De la seva coneixença i el seu domini de les tècniques marítimes, també donen fe els dos cops que els reis el consultaren sobre trajectes. El primer, sobre el trajecte que havia de fer la infanta Joana per casar-se amb Felip a Flandes, per una carta, del 18 d'agost de 1496, en què la reina Isabel li agraeix els seus consells. I el segon, en una altra carta, de 6 de febrer de 1502, en què Colom aconsella la reina sobre el viatge de la princesa Margarida d'Àustria per a casar-se amb el príncep Joan. També en dona fe el fet que aconsellés Nicolás de Ovando, governador de la Hispaniola des de 1502 fins a 1509, de no emprendre el viatge cap a la península perquè preveia un gran huracà. Ovando no el va escoltar i aquella flota es va perdre.

### Biografia de Colom abans de 1476
Poques dades s'han conservat de la biografia de l'almirall abans de 1476; així mateix, les diferents teories sobre el seu bressol apunten diferents possibilitats vers com es desenvolupà la infantesa del personatge. Això no obstant, existeix un fet comú en gran part d'aquestes: Colom s'inicià en l'art de la navegació de jove. El mateix Colom així ho indica mitjançant els seus escrits.
L'any 1501 escriu,:
| «                                        | …de molt petita edat vaig entrar a la mar navegant, i ho he continuat fins avui… Ja passen de quaranta anys que jo estic en aquests usos. Tot el que fins avui es navega, tot l'he caminat. | » |
| — Biblioteca Nacional, MS. Res.21, f.7r. | |   |

Per altra banda, el seu fill Hernando al seu llibre Historie del Almirante… afirma que el seu pare va començar a navegar a 14 anys.
Així mateix, la teoria genovesa ens situa Cristoforo Colombo a l'illa de Quios entre 1474 i 1475, fent de mariner i, probablement, de comerciant; això no obstant, la majoria dels autors sostenen que Colom va fer de corsari de 1472 al 1476.
En una carta tramesa al rei, datada el gener de 1495, Colom afirma haver perseguit i atacat una nau anomenada Ferrandina a les ordres del rei Reiner (dins el context de la Guerra civil catalana):
| «                                                 | Em succeí que el rei Reiner, que Déu té, m'envià a Tunis per a apressar la galeaça Ferrandina, i estant jo per l'illa de Sant Pere, a Sardenya, hem digué una saltía que estaven amb dita galeaça dos naus i una carraca… | » |
| — Hernando Colom , Historie del Almirante…, 1571. | |   |

Segons diferents autors, Colom desenvolupà les seves activitats de cors a les ordres de diferents patrons: el 1463 ho feu al servei de l'orde de Sant Joan de Jerusalem, entre 1464 i 1466 al servei de Pere el Conestable de Portugal i de 1467 a 1472 a les ordres de Casanova Colom el Vell, almirall de Provença, en aquests casos els dits patrons s'enfrontaven, en el marc de la Guerra civil catalana a Joan el Sense Fe. Posteriorment, segons alguns autors, seguí fent de corsari sota les ordres de Casanova Colom el Jove, vicealmirall de França; les naus franceses donaven suport als interessos de Joana i Portugal a la Segona Guerra de Successió castellana, entre aquesta i Isabel. La cronologia d'aquestes activitats, així com a les ordres de qui realitzà aquestes activitats varia segons els autors, especialment en el cas dels dos Casanova Colom («vell» i «jove»), fet que no treu, com s'ha indicat anteriorment, que és força acceptat el fet que Colom exercí de corsari en el transcurs dels dos conflictes anteriorment mencionats.
En una altra carta dirigida als reis, la qual fou tramesa anys després de descobrir Amèrica, Colom escrigué:
| « | He navegat en el mes de febrer del 1476 fins cent llegues més enllà de l'illa de Thule | » |

Aquesta lletra indicaria que Colom participà l'any 1477 en l'expedició lusodanesa del rei Cristià I de Dinamarca i el rei Alfons V de Portugal, a Islàndia, Groenlàndia i que cercava una ruta a Àsia pel nord. Aquesta expedició salpà de Westward dirigida per Joao Vaz Córte-Real, Didrik Pining, Hans Pothurst. Alguns autors consideren que la prova d'aquesta participació en l'expedició es trobaria en les capitulacions: Vuestras Altezas dan e otorgan a don Cristóbal Colón en alguna satisfacción de la que ha descubierto en las Mares Océanas….
El 13 d'agost de 1476, Colom resulta nàufrag en el transcurs d'una batalla entre mercants de cautxú genovesos i les naus franceses de Guillem de Casanova davant les costes del cap de Sant Vicenç i se salva nedant i assolint les costes de l'Algarve portuguès.

## Estada a Portugal

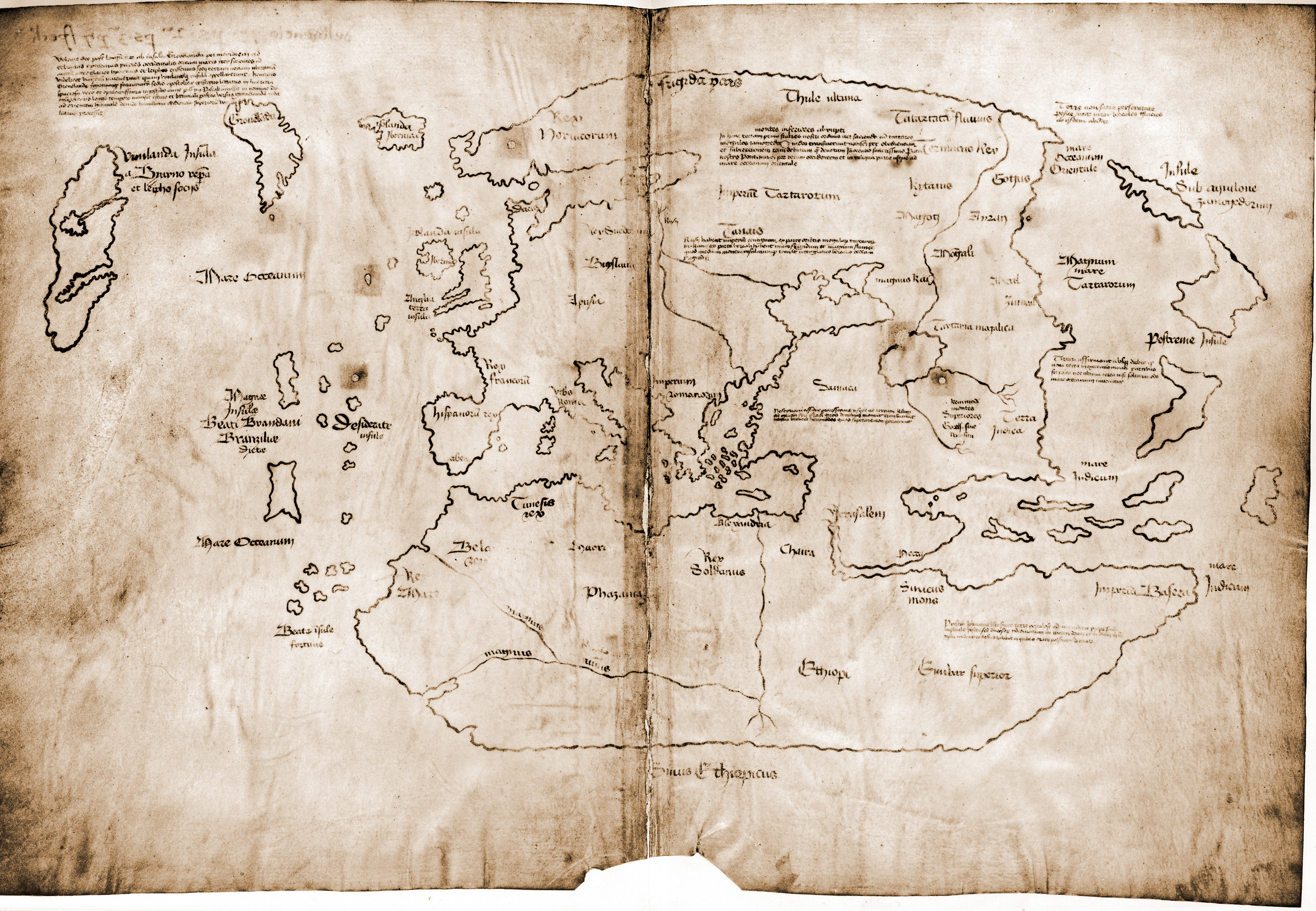
Mapa de Vinland, segons Thor Heyerdahl va ser fet per Colom l'any 1477

El 13 d'agost de 1476, la nau on viatjava Colom va naufragar en una batalla entre mercants genovesos i naus corsàries sota el comandament d'un Casanova Colom  i aquest arribà nedant a les costes de l'Algarve. Des d'allà, va partir a Lisboa, a la recerca de l'ajuda del seu germà Bartomeu i d'altres coneguts.
L'any 1477, Colom participà en l'expedició lusodanesa del rei Khristian de Dinamarca i el rei Alfons V de Portugal, a Islàndia, Groenlàndia i que cercava una ruta a Àsia pel nord. Aquesta expedició salpà de Westward dirigida per Joao Vaz Córte-Real, Didrik Pining i Hans Pothurst. Cristòfor Colom va escriure al rei anys després de descobrir Amèrica: «He navegat en el mes de febrer de 1476 fins a cent llegües més enllà de l'illa de Thule». Alguns autors indiquen que fou en aquesta expedició on Colom escoltà llegendes d'un camí cap a Terranova navegant cap a l'oest.

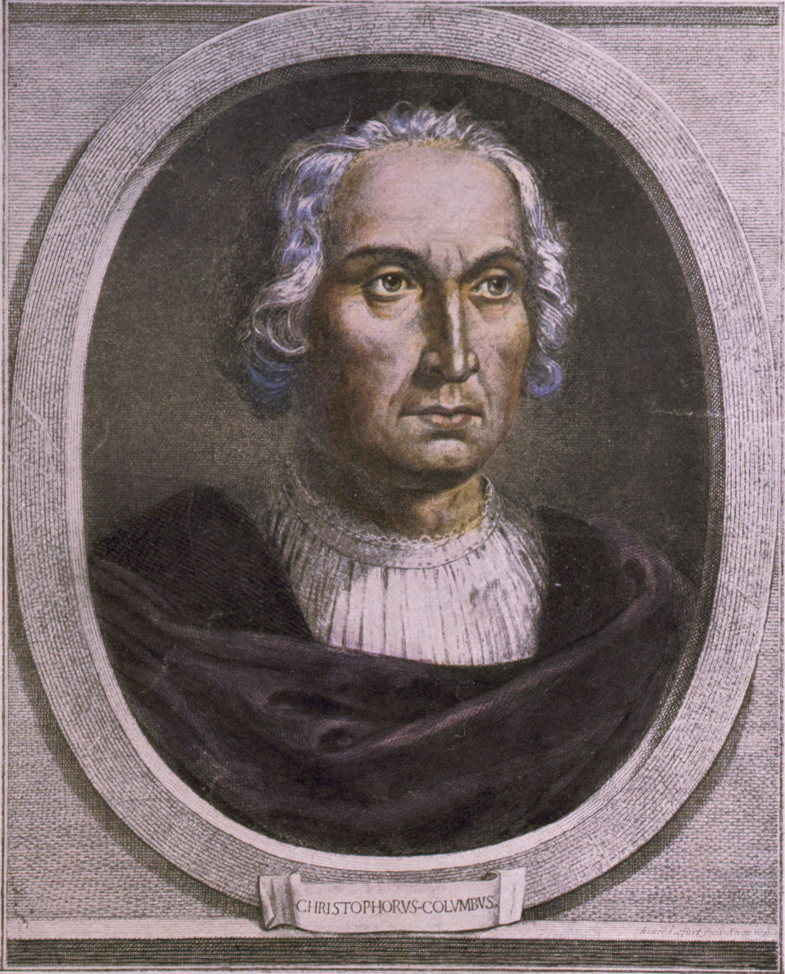
Recreació d'un dibuix d'Aliprando Caprioli del 1596

Cristòfor Colom s'estableix durant uns anys, fins al 1485, a Portugal, tot treballant per la casa Centurione de Madeira i realitzant nombrosos viatges amb destinacions variades, inclosa Gènova, Anglaterra i Irlanda. Sembla que també va viatjar per les rutes que els portuguesos freqüentaven a les costes occidentals de l'Àfrica com la Guinea, i segurament hauria estat a les Canàries, la qual cosa implica que coneixeria la Volta da Mina i, per tant, també els alisis de l'Atlàntic.
El 1479, o el 1480, va contraure matrimoni amb Felipa Moñiz, probablement a Lisboa, filla del colonitzador de les illes Madeira, Bartolomé de Perestrello, i germana del governador de Porto Santo. Un cop casat, va viure a Porto Santo i a Madeira, la qual cosa fa suposar que viatgés també a les Açores. La seva relació amb Felipa, de la classe alta portuguesa, li obriria portes per a la preparació del seu projecte. El 1480 van tenir el seu únic fill, Diego Colón.
Entre el 1483 i el 1485, va oferir per primera vegada el seu projecte al monarca de Portugal, el qual va encarregar que fos analitzat per una junta d'experts, anomenada Junta dos matemáticos (formada pel cartògraf Jose Vizinho, el bisbe de Sebta, Diego Ortiz de Vilhegas, i per l'astrònom Maestre Rodrigo), que finalment va desestimar l'empresa. No obstant això, el rei Joan II no va voler que es tanquessin totalment les portes per a futures negociacions i possiblement concedí més veracitat al projecte colombí que el que li va donar la junta examinadora. Hernando Colom va escriure en la seva Historia del Almirante que Joan II va enviar secretament una caravel·la seguint el rumb que Colom havia indicat, però van tornar sense haver aconseguit arribar a cap terra nova.
Colom, motivat per la mort de Felipa el 1485 i per la manca de suport al seu projecte, va abandonar Portugal i va viatjar cap a Castella a la recerca de patrocini per al seu projecte. Per altra banda, alguns historiadors també han relacionat el fet de la partida de Colom amb un complot per part de la noblesa portuguesa per tal d'assassinar el rei Joan II. Així mateix, el germà de Cristòfor, Bartomeu, abandona Portugal en direcció a Anglaterra.

## Estada a Castella (1485-1492)

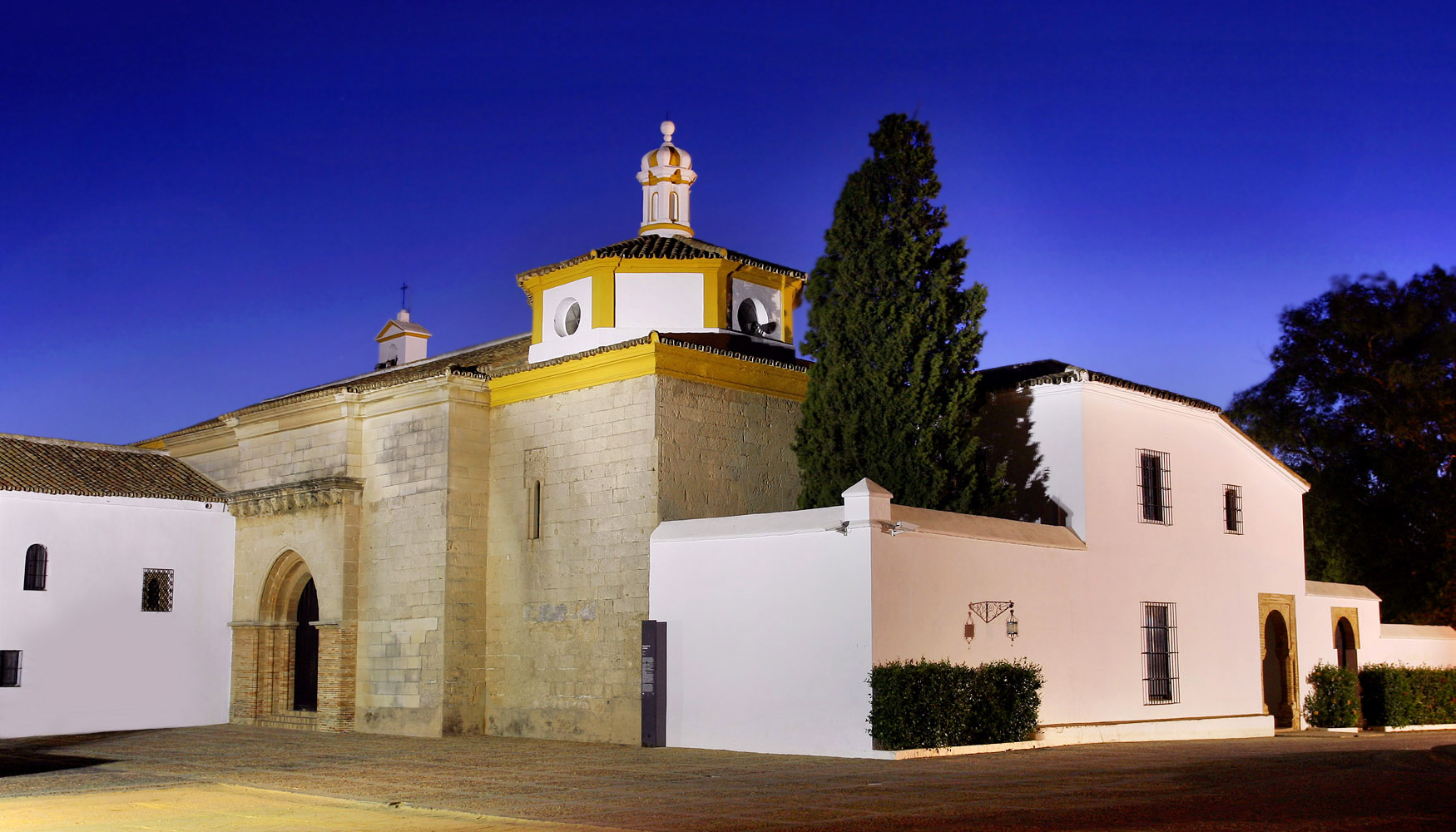
Monestir de La Rábida

Els primers cronistes i alguns testimonis dels plets colombins reflecteixen que Colom va arribar a Castella amb el seu fill Diego Colom, entrant pel port de Palos cap a final de l'any 1484 o començament de 1485; per altra banda, hi ha autors que sostenen que aquesta primera trobada no es produí.

 Segons aquesta versió, al veí monestir de La Rábida, va fer amistat en primera instància amb fra Antonio de Marchena i anys més tard amb fra Juan Pérez, a qui va confiar els seus plans. Els frares li van donar suport i van recomanar Colom a fra Hernando de Talavera, confessor de la reina Isabel I. A la veïna vila de Moguer, també va trobar el suport de l'abadessa del convent de Santa Clara, Inés Enríquez, tia del rei Ferran el Catòlic.
L'estiu de 1485, deixa el seu fill Diego Colom amb els seus cunyats Miguel Muliart i Briolanda Monis, es dirigeix a veure Enrique de Guzmán, segon duc de Medina-Sidonia (l'home més ric de Castella en aquella època) a Sevilla i li ofereix el seu projecte. Com que aquest li negà el seu suport, Colom es dirigí a El Puerto de Santa María, a casa de Luis de la Cerda, primer duc de Medinaceli, el qual es mostrà interessat en el projecte i hostatjà Colom durant dos anys. Al Puerto de Santa Maria, Colom coneix fra Hernando de Talavera i el cardenal Mendoza. Mentre que el duc donava ordres de construir a les seves drassanes les caravel·les necessàries per a l'empresa escrigué a la reina Isabel per tal d'indicar-li la seva intenció de donar suport al viatge; i la reina respongué: «Tal empresa com aquella no era sinó per a reis». Donada aquesta resposta Colom es dirigí a Còrdova, on eren aleshores els reis, i on establí relacions amb personatges importants de l'entorn reial.
El 20 de gener de 1486, gràcies al suport de Talavera, Colom sotmet el seu projecte a la Cancelleria de Castella, a Alonso de Quintanilla, comptador major.
A primers de maig de 1486, els reis tornen a Còrdova i reben per primer cop Colom, que finalment va aconseguir una primera entrevista amb ells, gràcies a la intervenció del cardenal Pedro Gonzàlez de Mendoza, al palau del cardenal, i els va exposar el seu projecte.
 Colom entra al servei de la cort i coneix Beatriz Enríquez de Arana, amb qui, posteriorment, va tenir un fill, Fernando Colom.

### La negociació amb els reis

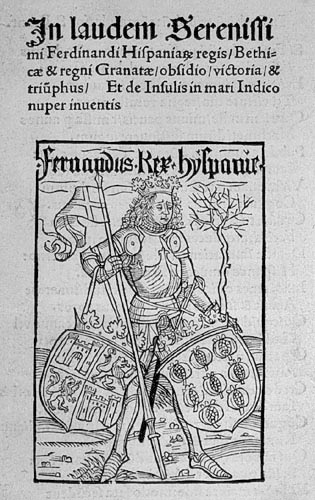
El rei Ferran II amb la bandera de Catalunya a la mà, i els escuts de Castella i Granada com a trofeus a la coberta de l'edició de Basilea de la carta anunciant el descobriment, de 1494

El rei tenia una Geografia de Ptolemeu i estava interessat en les illes Canàries i les mines d'or africanes. Fra Antonio de Marchena va donar suport a Colom i proposà als reis que es formés una comissió, a la qual cosa els reis accediren, i encarregaren la seva formació al confessor de la reina, Hernando de Talavera. Mentre duraren les deliberacions de la comissió, Colom va estar a sou de la cort, i establí amistat amb el teòleg dominic Diego de Deza, tutor del príncep Joan, i amb Juana Velázquez de la Torre.
El Consell es començà a reunir a la Universitat de Salamanca l'hivern de 1486, i l'agost de 1487 va dictaminar que la distància que hi havia a les verdaderes Índies era excessiva, per la qual cosa va declarar que el projecte era inviable, i va dir que si els reis accedien a les exigències de Colom, la seva autoritat es veuria minvada.
Colom decidí aleshores tornar a Portugal, on arribà l'octubre de 1488. Allí va conèixer que Pere de Covilhan havia arribat a Calicut, a l'Índia, des del mar Roig a bord d'una nau de peregrins musulmans, i que el rei Joao havia enviat una expedició a l'oest dirigida pel flamenc Fernao d'Ulmo a la recerca de l'illa de les set ciutats (Antilla), i que també n'havia enviat una altra al sud d'Àfrica dirigida per Bartomeu Dias amb el fi de trobar un camí a l'Índia. Aquestes dues expedicions, el fracàs de la primera i l'èxit de la segona, van fer desistir el rei Joao del projecte de Colom, i aquest tornà a la Rábida, on s'entrevistà amb el duc de Medina Sidònia, i posteriorment un altre cop amb la reina Isabel al castell de Jaén.

### Bartomeu Colom a Anglaterra i França
El 1485, després d'un intent d'assassinar el rei Joan II de Portugal, en què s'especulà que intervingueren els Colom, malgrat no haver-hi cap constància que hi prenguessin part, Bartomeu Colom partí cap a Anglaterra, segons alguns historiadors, per tal d'oferir el projecte.
Un cop el rei Enric VII d'Anglaterra va refusar el projecte, Bartomeu es traslladà a oferir-lo al rei Carles VIII de França. Bartomeu residí a la cort de la regent de França, Anna de França, fins que a meitats del 1493 rebé una carta de Cristòfor comunicant-li el descobriment, i demanant-li que tornés a Barcelona i es presentés davant el rei Ferran «perquè seria honrat i acrescut». Quan arribà a Barcelona, els reis el van posar al capdavant d'una petita flota per partir a l'encontre del seu germà a Santo Domingo.

### El Consell dels principals
Com que no tingué cap nova resposta dels reis, Colom pensà d'anar a oferir el seu projecte a la cort de França, però Diego de Deza el va convèncer de seguir esperant. Aleshores va conèixer Luis de la Cerda, primer duc de Medinaceli, gendre de Carles de Viana, i hereu al tron si s'extingia la família reial, que es va mostrar molt interessat en el projecte, i a la casa del qual, al Puerto de Santa María, es va allotjar durant dos anys. De la Cerda va escriure a la reina que estava disposat a donar suport a Colom, però la reina Isabel va respondre que «tal empresa com aquella no era sinó per a reis».
L'estiu de 1491, Colom va anar a veure els reis al campament de Granada, però no va ser rebut, i es replantejà de nou anar a França, passà per Còrdova, i anà al monestir de La Rábida a l'octubre.
En assabentar-se fra Juan Pérez del nou rebuig, feu un últim intent escrivint una carta a la reina Isabel, amb el resultat que Colom és cridat a Santa Fe (Granada), per començar a negociar.
El novembre de 1491, Colom arribava al campament reial de Santa Fe. De nou va haver de sotmetre el seu projecte a una comissió de persones de rango eminentísimo (si bé no se sap quines persones la formaren, es pressuposa presidides per Talavera). La comissió, però, no va prendre cap decisió: tots esperaven la rendició de Granada.
Un cop Granada capitulà, el 28 de novembre de 1491, entrant els cristians a la ciutat el 2 de gener de 1492, estant Colom present, la comissió es reuní i novament va rebutjar el projecte. Colom marxà a Còrdova.
En aquest punt, tingué lloc la intervenció de Lluís de Santàngel: un consell reial primoriorum hominum format per Lluís de Santàngel (escrivà de ració del rei Ferran), Giraldini (germà del nunci papal), Gabriel Sanxis (tresorer del rei) i Alfons de Cavalleria (vicecanceller del Regne d'Aragó), els quals aconsellaren els reis donar suport al projecte. Si bé els seus treballs han sigut progressivament arraconats, en el mateix sentit però anant més enllà, Jaume Ramon Vila indica al quart llibre del seu Tractat d'Armoria (s. XVI-XVII) que l'empresa colombina fou organitzada per la Corona d'Aragó.
Santàngel s'oferí a finançar el projecte, fet que propicià que els monarques acceptessin les pretensioses condicions demanades pel futur almirall. Les arques reials eren buides a causa de la guerra, i el gest de Santàngel fou decisiu: «sense l'oferta de Santàngel, la històrica expedició no hauria tingut lloc».
L'abril de 1492, els reis enviaren un missatger a cercar Colom a Santa Fe i començaren les negociacions per redactar les capitulacions.

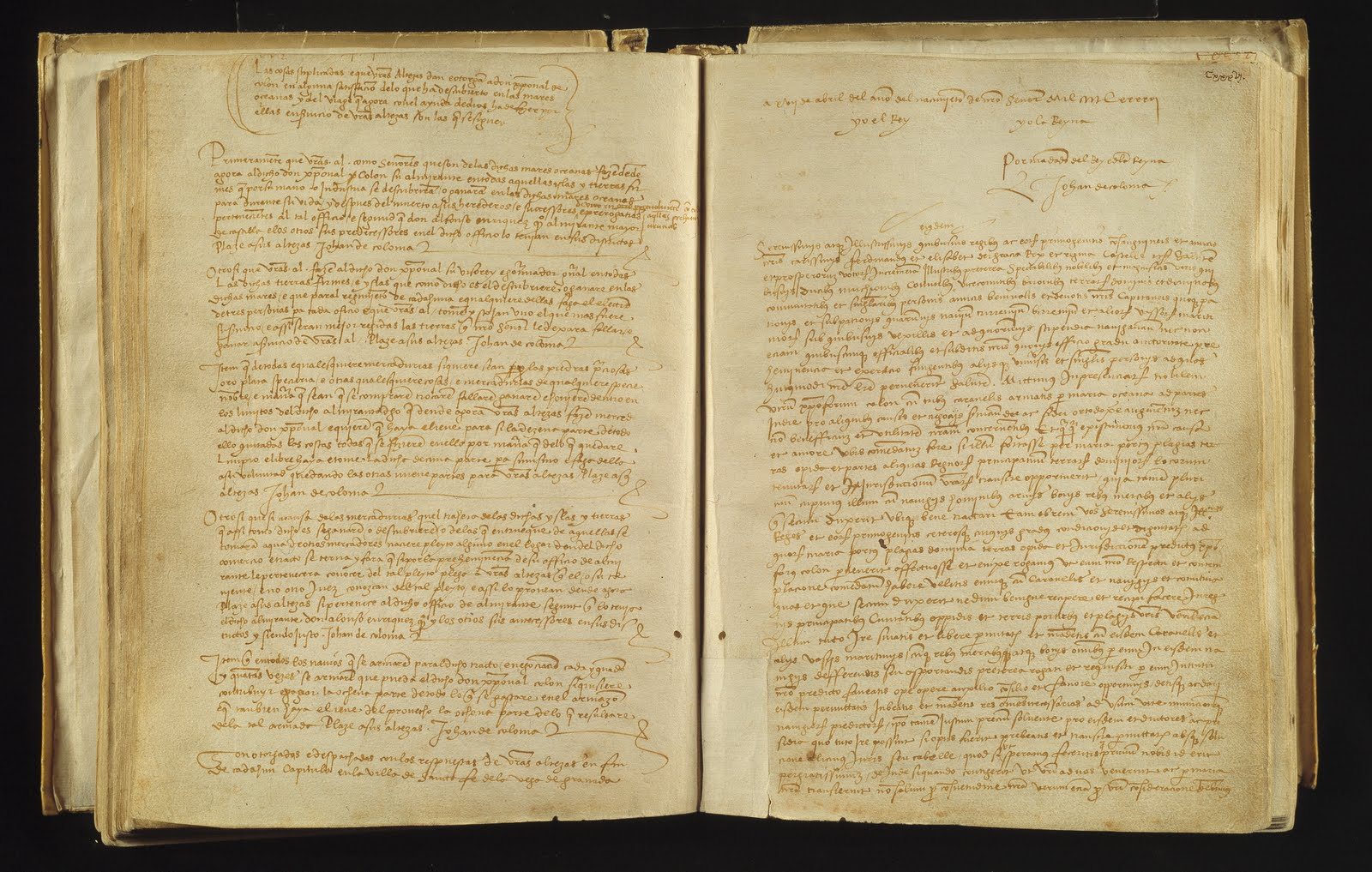
Capitulacions entre Colom i Joan de Coloma en representació de Ferran II. Registre de l'Arxiu de la Corona d'Aragó

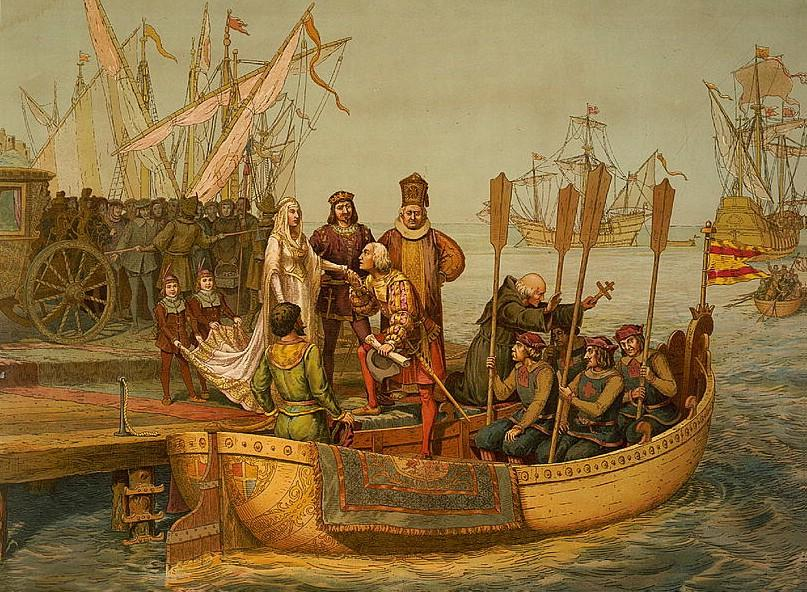
Quadre a la llibreria del Congrés dels Estats Units

### Les capitulacions
Les negociacions entre Colom i la corona es van realitzar pel secretari reial, Joan de Coloma i fra Juan Pérez, en representació de Colom. En el transcurs de les negociacions, Colom va rebaixar les seves exigències, comprometent-se a aportar part dels diners (segons ell, 500.000 morabatins); finalment, obtingué un resultat positiu.
El resultat de les negociacions van ser les capitulacions de Santa Fe, en les quals Colom obtenia les prebendes següents:
- El títol d'almirall en totes les terres que descobrís o guanyés a la mar oceana, amb totes les prerrogatives que Alfonso Enríquez ho era a Castella (exclusiu i hereditari).
- El títol de virrei amb caràcter hereditari i governador general en totes les illes o terres fermes que descobrís o guanyés en els esmentats mars, rebent el dret de proposar ternes per al govern de cada una d'aquestes.
- El delme del producte net de la mercaderia comprada, guanyada, trobada o canviada dins dels límits de l'almirallat, quedant un cinquè per a la corona.
- La jurisdicció comercial dels plets derivats del comerç a la zona del seu almirallat, segons correspongués a tal ofici.
- El dret a contribuir amb un vuitè de l'expedició i participar dels guanys en aquesta mateixa proporció.

Les capitulacions van ser signades a Santa Fe de Granada el 30 d'abril de 1492, per Joan de Coloma, secretari d'Aragó, i Cristòfor Colom.
A més d'això, van donar a Colom dos documents diplomàtics:
una carta de recomanació, de 30-4-1492, a reis i autoritats, usant la fórmula: «mittimus in presenciarum…ad partes Indie…»
I una altra carta de recomanació, anomenada passaport pels historiadors, de 30-4-1492, a un «serenissimo prince amico nostro carisimo» amb el nom en blanc, segons el costum de la Cancelleria, per a ser omplert amb posterioritat.
Es van despatxar, a més, diverses cèdules per a l'organització del viatge. Segons una d'aquestes, Colom seria capità general de l'armada, constituïda per tres navilis. Una altra cèdula deia que certs veïns de la vila de Palos havien de proporcionar dues caravel·les equipades i tripulades, com a pagament per una sanció anterior.

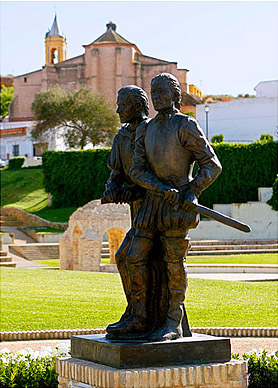
Estàtua dels germans Pinzón a Palos de la Frontera, al fons s'observa la Fontanilla i l'església de San Jorge Mártir

## Els viatges a les Índies (1492-1504)
Vegeu també: Descobriment d'Amèrica i Cronologia de Cristòfor Colom
Cristòfor Colom va realitzar un total de quatre viatges al Carib:
En el primer viatge salpà de Palos el 3 d'agost de 1492, i passant per les Illes Canàries, on s'està del 9 d'agost al 6 de setembre, arribà a les Bahames el 12 d'octubre, anant posteriorment també a la Hispaniola i Cuba. Tornà de la Hispaniola el 4 de gener de 1493, arribant a Lisboa (4 de març) i Palos (15 de març de 1493).
En el segon viatge salpà de Cadis el 25 de setembre de 1493, surt d'El Hierro el 13 d'octubre, i arribà a l'illa Guadalupe el 4 de novembre, explorant Puerto Rico i Jamaica. Tornà des d'Isabella (Hispaniola) el 10 de març, arribant a Cadis l'11 de juny de 1496.
En el tercer viatge, salpà el 30 de maig de 1498, des de Sanlúcar de Barrameda, fent escala a Cap Verd, d'on surt el 4 de juliol, i arribà el 31 de juliol a l'illa Trinitat. Explora la costa de Veneçuela. El 27 d'agost arriba Bobadilla amb poders dels reis com a governador de l'illa, que empresona els tres germans Colom el 15 de setembre en un vaixell, i els envià encadenats a mitjans d'octubre cap a la península, on arriben a Cadis el 25 de novembre de 1500.
En el quart viatge, organitzat a Sevilla, la flota de quatre vaixells salpà de Cadis el 9 de maig, arribà el 20 de maig a Gran Canària, i el 15 de juny a l'illa Maitininó al Carib, i a Santo Domingo el 29 de juny, on el governador Ovando, seguint ordres dels reis, no li permeté desembarcar. El 17 de juliol desembarca a l'actual Hondures, i tornà l'11 de setembre des de Santo Domingo, i arribà el 7 de novembre a Sanlúcar de Barrameda.

### Primer viatge

#### Colom a Palos de la Frontera (preparatius)
El 12 de maig de 1492 Colom deixa la cort, ubicada a Granada, i es dirigeix cap a la vila de Palos de la Frontera. Quan arriba a la vila es va trobar amb l'oposició dels veïns, que desconfiaven d'un estrany. Una reial provisió dirigida a Diego Rodríguez Prieto i altres veïns de la vila, en la qual se'ls sancionava a servir a la corona amb dues caravel·les durant dos mesos, va ser llegida, el dia 23 de maig, a la porta de l'església de San Jorge, on estava situada la plaça pública. No obstant això, els sancionats "acataren però no obeïren" l'ordre reial.
Davant aquestes dificultats, els reis Catòlics donaren una altra ordre, datada el dia 20 de juny i dirigida a totes les autoritats de les costes andaluses, de proveir Colom amb tres vaixells, i enviaren Juan de Peñalosa a executar-la. Així mateix, i atès que les ordenances de la vila prohibien noliejar vaixells a les persones que no tinguessin participació en el senyoriu d'aquesta, els reis van comprar, a final del mateix mes, la meitat de la vila de Palos pertanyent al comte de Cifuentes per 16.400.000 morabatins. Per la seva part, Colom va recórrer a una de les provisions expedides pels monarques en la qual se li concedia permís per reclutar mariners entre els empresonats, encara que finalment això no va ser necessari.
Moguts per les adversitats en el reclutament i provisió de l'expedició, i el determini mostrat pels reis a donar suport a aquesta, els religiosos de La Rábida, en especial fra Juan Pérez i fra Antonio de Marchena, posaren en contacte a Colom amb Martín Alonso Pinzón, el qual va donar suport a la possibilitat del viatge, fet que permeté, donada la seva reputació de patró, el reclutament de la tripulació. El paper de Pinzón no sols es limità al reclutament de la tripulació; un cop decidit a participar, Martín Alonso prengué les regnes de l'organització de gran part de l'expedició: va rebutjar els vaixells que havia embargat Colom i va acomiadar també els marins que aquest havia enrolat, tot decidint emprar altres dues caravel·les, la Pinta (que pertanyia a Cristóbal Quintero) i la Niña (propietat de Juan Niño), les quals tenia arrendades i en coneixia les qualitats; aquestes caravel·les es van unir a la nau Santa María, que va llogar Colom a Juan de la Cosa. Així mateix, diferents autors indiquen que Pinzón aportà a l'expedició mig milió de morabatins de la seva hisenda personal.

#### El viatge
Finalitzats tots els preparatius, l'expedició salpà del port de Palos de la Frontera
 a l'alba del 3 d'agost de 1492, amb les caravel·les La Pinta i La Niña, i amb la nau Santa María, amb una tripulació d'uns 90 marins i 20 passatgers d'oficis diversos.

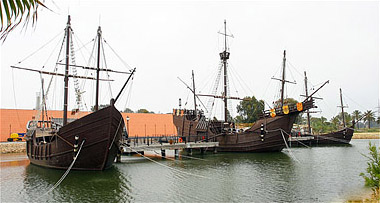
Reproduccions de les 3 naus del primer viatge

El 9 d'agost, la flota arriba a les Illes Canàries on amarren durant uns quants dies. Primerament, van navegar fins a la Gomera, on visità Beatriz de Bobadilla, que era la governadora de l'illa i, posteriorment, van amarrar a Gran Canària on arreglaren el timó de La Pinta i van substituir les seves veles triangulars originals per unes de quadrades que la van convertir en la caravel·la més ràpida de la flota.
El dia 6 de setembre van continuar l'expedició cap al desconegut. L'expedició no va resultar fàcil per a ningú i hi va haver diversos conats de motins. Entre el 13 i el 17 de setembre Colom va observar l'efecte de la declinació magnètica.  El 22 de setembre Colom va enviar la seva carta de navegació a Pinzón. El descontentament i la por s'estén per la tripulació: la nit del 6 al 7 d'octubre es produeix un intent de motí a la Santa María. Finalment, entre el 9 i 10 d'octubre, l'almirall i els seus capitans prenen la determinació que es tornaria en el termini de 3 dies si no s'albirava terra. Abans d'expirar el termini, la nit de l'11 d'octubre, el grumet Rodrigo de Triana crida des de La Pinta: «Terra a la vista».
Al cap de 36 dies de viatge, el 12 d'octubre, la flota arriba a l'illa anomenada Guanahani, que Colom rebatejà amb el nom de San Salvador, a l'arxipèlag de les Bahames.

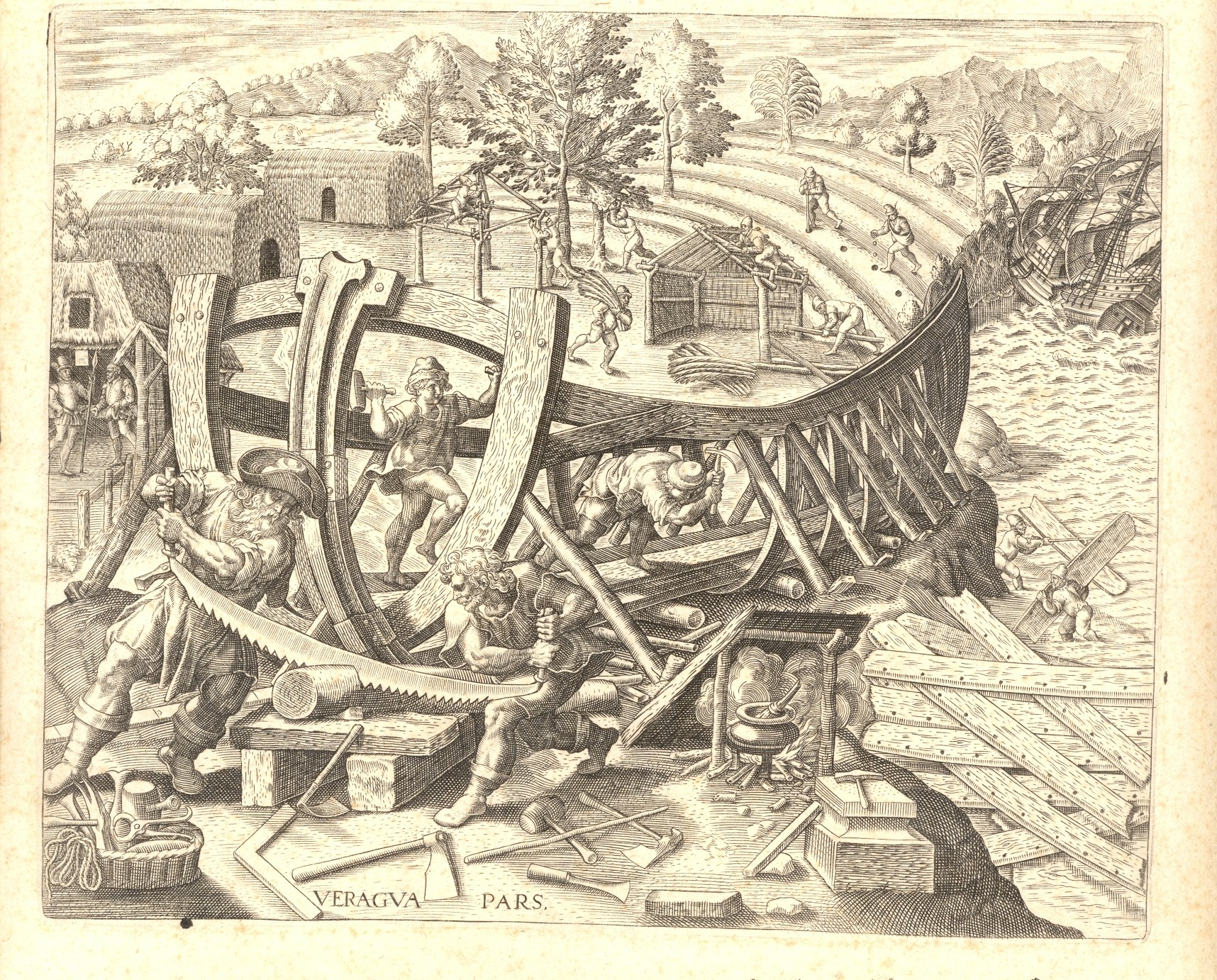
Construcció del fort La Nativitat, a partir de les restes de la Santa María

Posteriorment, també desembarcà a l'illa de Cuba, a la qual va anomenar Joana, i a la de la Hispaniola. En aquesta, el 25 de desembre de 1492, s'enfonsà la nau capitana, la Santa Maria. Les seves restes van ser usades per construir el fort de La Nativitat, constituint així, el primer assentament espanyol a Amèrica, en el qual restaren 39 marins sota el comandament de Diego de Arana.
El 16 de gener de 1493, Colom i la resta d'expedicionaris emprenen el camí de tornada. En la travessia de tornada, una tempesta separà les dues naus que quedaven, la Pinta, amb Martín Alonso Pinzón, desembarcà a Baiona; per la seva banda, la Niña, amb Colom a bord, arribà el 4 de març a Lisboa.
El dia 9 de març, Colom s'entrevistà amb el rei de Portugal, convencent-lo que l'expedició no interferia amb les seves propietats allen mar.
El dia 13 Colom va abandonar Portugal en direcció a Andalusia. Colom arribà al port de Palos el 15 de març de 1493, amb una diferència de poques hores, el mateix dia, hi arribà la Pinta.

#### La carta de la primera navegació

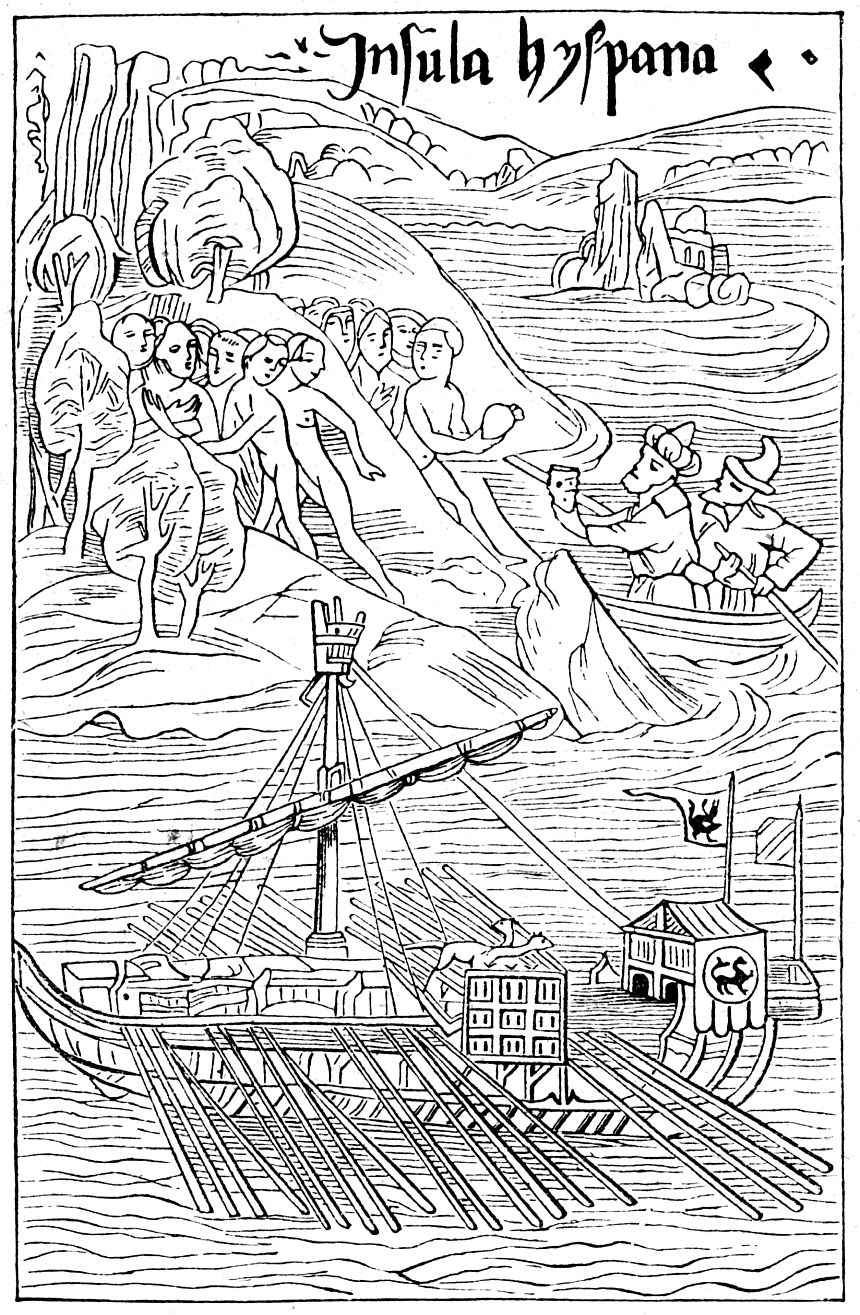
Il·lustració de la carta de Colom impresa a Basilea, 1497

Colom envià des de Lisboa tres cartes de redactat molt similar: una als reis, una altra carta dirigint-se a Gabriel Sanxis, tresorer d'Aragó, i una tercera a Lluís de Santàngel, escrivà de ració, que havia estat escrita el 15 de febrer, quan encara estaven a alta mar.
Aquestes cartes són conegudes com a Carta d'en Colom anunciant el descobriment, carta de la primera navegació, o amb el seu títol en llatí De Insula Inventis, aplicant aquestes denominacions indistintament a les tres versions. Si bé se n'han perdut els originals, són conegudes gràcies a les impressions que se'n feren:
- A Barcelona, es procedí a la impressió de la carta que Colom trameté a Lluís de Santàngel el 15 de febrer de 1493 a la impremta de Pere Posa, en català, i també en castellà.[218]
- De la carta que Colom trameté a Gabriel Sanxis, tresorer del rei, igual a la lliurada a Santàngel, en Leandré de Coscó va imprimir la primera versió en llatí, canviant el nom del secretari a Rafel i afegint-hi un epigrama de Lluís de Corbera, datada a Roma el 30 de maig de 1493.[219]

D'aquesta versió en llatí, se'n van publicar diverses reedicions a tot Europa, segons Porter fins a disset, propiciant la difusió més ràpida i universal d'una notícia de tot el segle xv i part del XVI.

#### Colom a Barcelona

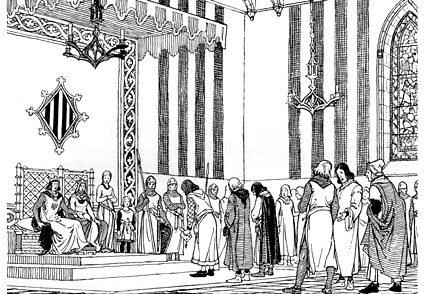
Representació de la rebuda dels reis catòlics a Colom al monestir de Sant Jeroni de la Murtra, a Badalona

Colom es dirigeix cap a Barcelona, ciutat on es troba la cort, i hi arriba el mes d'abril de 1493. Colom va ser rebut en primer terme al monestir de Sant Jeroni de la Murtra al refetor del monestir.
Pocs dies després s'organitzà, per ordre del rei, una recepció amb tots els honors al palau Reial de Barcelona. Colom entrà a la ciutat en una desfilada, cavalcant entre el rei i l'anomenat infant Fortuna, el duc d'Empúries. Posteriorment a la recepció a palau, els sis indis que acompanyaren Colom van ser batejats a la catedral de Barcelona, i en foren padrins els mateixos reis i el príncep Joan.

#### L'ampliació de l'escut d'armes
Els reis Catòlics concediren a Cristòfol Colom, per privilegi atorgat a Barcelona el 20 de maig de 1493, el següent escut d'armes: quarters...
| « | […] el Castillo de color dorado en campo verde, en el cuadro del escudo de vuestras armas en lo alto á la mano derecha, y en el otro cuadro alto á la mano izquierda un León de púrpura en campo blanco rampando de verde,y en el otro cuadro bajo á la mano derecha unas islas doradasen ondas de mar, y en el otro cuadro bajo á la mano izquierda las armas vuestras que soliades tener, las cuales armas sean conocidas por vuestras armas, é de vuestros fijos é descendientes para siempre jamás. | » |

L'escut concedit pels reis fou modificat poc després per la família Colom, si bé aquestes modificacions foren fetes motu proprio, així l'any 1502 en la publicació del Llibre dels privilegis s'imprimeix en la portada un nou escut. Aquest presenta les següents diferències respecte a l'escut oficial: les armes del primer i el segon quarter van ser modificades per representar les de Castella i Lleó; les illes del tercer quarter van ser modificades acompanyant una «terra ferma» en punta, per tal d'afegir les noves terres continentals ja descobertes, i al quart quarter va col·locar cinc àncores per assenyalar la seva dignitat d'almirall, però no dretes, sinó tombades cap a la dreta; Les armes primitives, les que «solíeu tenir» (soliades llevar) segons el decret reial, van ser traslladades a un gaiat curvilini a la punta. Posteriorment a aquest escut s'hi afegí una «bordura». Aquesta «bordura» és citada per l'historiador Fernàndez de Oviedo, en la seva Historia general y natural de las Indias, publicada el 1535, el qual la descriu com unes lletres de sable sobre fons blanc que deien: «Por Castilla e por León nuevo Mundo halló Colom»; més tard, aquesta orla patí diferents canvis i finalment quedà configurada com una bordura d'or amb el lema: «A Castilla y León dio nuevo mundo Colón», en lletres d'atzur. Aquest últim
formen les armes comunament atribuïdes als ducs de Veragua.

Escut concedit pels reis catòlics, 1493
Escut del Llibre dels privilegis, 1502
Escut dels ducs de Veragua, descendents de Colom

#### Preparació del segon viatge
El mes de maig, des de Barcelona comencen els preparatius del segon viatge: el rei Ferran comença a donar ordres que es preparés una nova armada per a un segon viatge.
Colom començà la preparació del segon viatge a les Índies, mentre que Ferran inicià les gestions diplomàtiques perquè el papa li atorgués el control sobre les noves terres descobertes, que dies més tard seria atorgat.
El 29 de maig, els reis trameteren a Colom unes instruccions reials tot indicant unes normes a seguir en els nous territoris, com per exemple, la conversió al catolicisme dels indígenes. Colom partí de Barcelona cap a Sevilla a principis de juny.
El 7 de juny, el monarca insisteix perquè la preparació de l'armada no es difereixi ni una hora, i en la mateixa línia de celeritat, escriu als seus procuradors a Roma perquè proposin al papa el nomenament del pare Boïl com a delegat pontifici de les noves terres.
El 5 de setembre, els reis envien a Colom una còpia del Llibre de navegació que ell havia reclamat, còpia feta secretament perquè els portuguesos de la cort no se n'assabentessin.

### Segon viatge

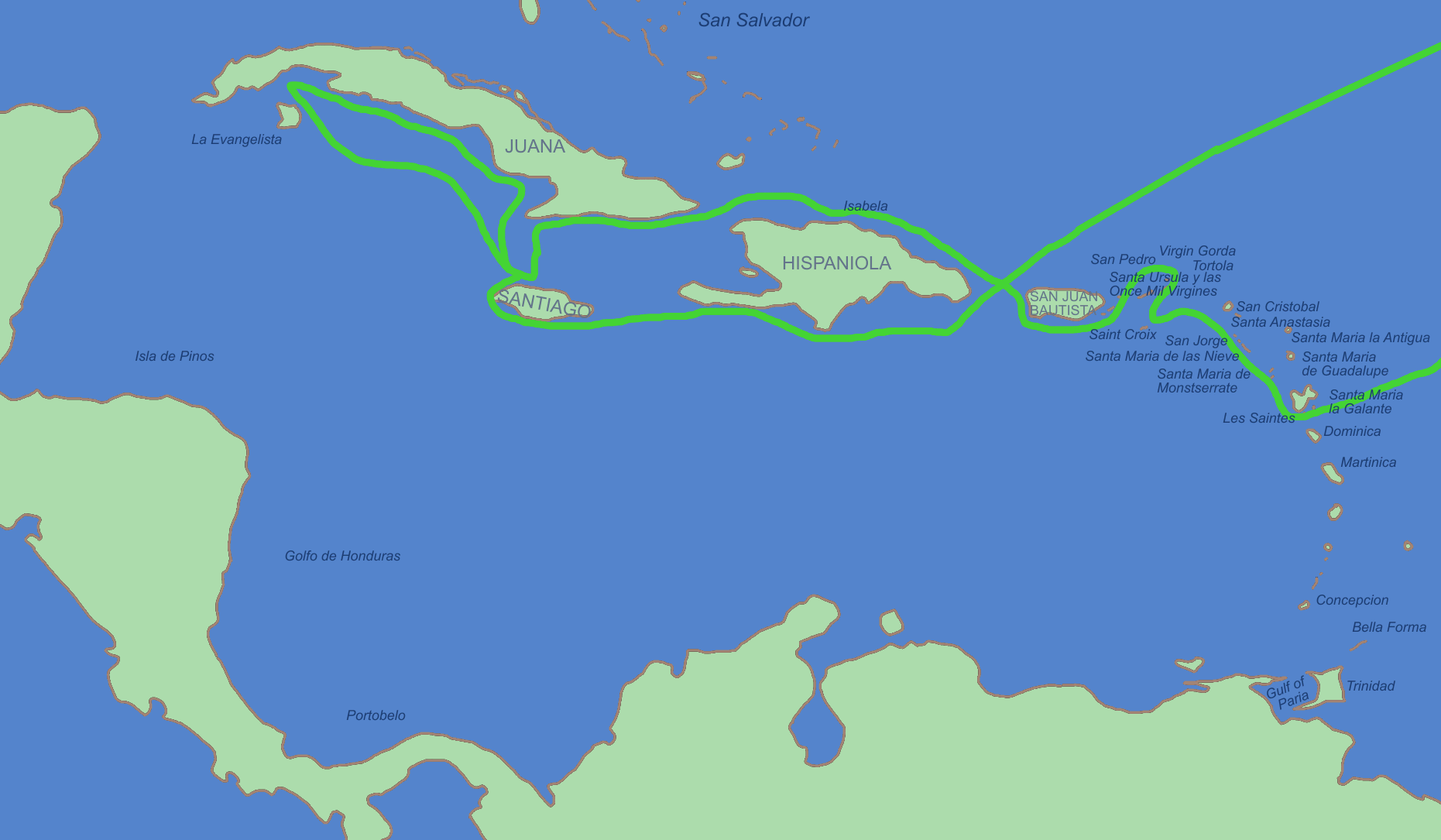
Recorregut del segon viatge de Colom

El 25 de setembre de 1493, Colom tornà a salpar amb disset vaixells (5 naus i 12 caravel·les) i mil cinc-cents marins, en direcció a les Índies des del port de Cadis acompanyat per fra Bernat Boïl, a qui el papa Alexandre VI havia donat amb les seues butlles tots els poders pontificis per erigir esglésies, predicar i aplicar les penitències que trobés convenients. Un altre destacat acompanyant de Colom fou el català Pere Margarit, cap militar de l'expedició. També anaren amb Colom el navegant Miquel Ballester, Diego Colom, germà de Cristòfor, Miguel de Cuneo, Diego Alvar Chanca, Juan Ponce de León, Antonio de Torres, Pere Casaus (pare de Bartomeu Casaus), Juan de la Cosa, Alonso de Hojeda i fra Ramon Paner, primer etnògraf d'Amèrica.
L'objectiu d'aquest viatge fou explorar, colonitzar, i predicar la fe catòlica pels territoris descoberts, sota l'aixopluc de les butlles alexandrines que protegien els territoris descoberts de les reclamacions portugueses.
Un cop Cristòfor ja havia salpat, en direcció a Cadis i Amèrica, arribà de la cort de França el seu germà Bartomeu Colom a Barcelona, i els reis li van proporcionar tres vaixells per tal d'anar a l'encontre del seu germà a Amèrica, i es trobaren a Santo Domingo, al fort de la Nativitat.
El 4 de novembre del 1493 descobrí l'illa de Guadalupe, situada a uns 480 quilòmetres (300 milles) al sud-est de l'actual Puerto Rico, en el centre de l'arxipèlag de les Petites Antilles. El dia anterior havia vist en el mateix arxipèlag de Guadalupe les illes La Désirade ('La Desitjada') i Marie-Galante, illa que rebé el nom de la segona caravel·la.
Colom desembarcà a Guadalupe, anomenada pels indis caribs Karukera ('illa de les aigües boniques'), on actualment es localitza el poble de Capesterre, a la Basse-Terre, la zona més muntanyosa de l'illa. El nom de l'illa prové de la semblança del massís muntanyós de Basse-Terre amb el monestir extremeny de Santa María de Guadalupe.
L'11 de setembre de 1493 arriba a l'illa de Montserrat i el 16 de novembre de 1493 a l'illa de Boriquen, avui Puerto Rico. El 27 de novembre de 1493 Colom retornà al fort de Nativitat, a l'illa Hispaniola on trobaren el fortí destruït i tots els companys morts. Davant aquest fet, Colom rastrejà la costa tot cercant un emplaçament més segur, i el 6 de gener de 1494 fundà la ciutat de la Isabella.
A mitjan febrer, Colom fa tornar dotze vaixells cap a la península, sota el comandament d'Antoni de Torres, el qual portà un memorial als reis Catòlics reclamant ajut desesperadament, demanant, especialment, menjar i que es paguessin els sous de la gent. En aquest memorial es queixa que li havien enviat 200 persones sense sou, i que així no tenien recursos per a resoldre les seves necessitats, i que molts dels enviats tenien suposats oficis que en realitat desconeixien.
El 12 de març inicia l'exploració de l'interior de l'illa, i feu construir el fort de Sant Tomás. A mitjans d'abril inicià l'exploració de Cuba i Jamaica.
Del 14 al 15 de setembre de 1494 observà l'eclipsi lunar, tot prenent nota de l'hora d'inici i fi d'aquest. De la comparació d'aquestes dades amb les preses a Cadis i Sao Vicente (Portugal) es reafirmà l'esfericitat de la Terra.
Al cap de poc de partir Torres, els problemes de convivència que Colom preveia començaren a apuntar: un grup de persones, liderades per Bernal de Pisa, intentà prendre una nau per tornar a la península; Boïl i Margarit abandonaren Colom i els 400 soldats es dedicaren a robar béns i dones als indígenes.
Cap a la fi de l'any, arriba una flota de reforç comandada per Antonio de Torres. Flota que torna a la península el 24 de febrer de 1495, amb un carregament de quatre cents esclaus, i una altra carta en què Colom es queixava amargament, tant de religiosos com de seglars, perquè considerava que els seus soldats eren «gent perduda» que havien anat a les Índies només a enriquir-se «sense cap treball ni pena».
A mitjans d'octubre de 1495 arriba a Isabella Juan Aguado, amb ordres dels reis de fer «pesquisa» (investigació) sobre la governació de Colom, fet que augmentà la divisió entre els partidaris i detractors de Colom. Aquesta «pesquisa» quedà en no res, tot i que Aguado amenaçà Colom tot indicant-li que emetria un desfavorable informe que pensava lliurar als reis.
Malgrat tots aquests problemes, Colom, fins aleshores, havia fet construir set forts, en línia al centre de l'illa de nord a sud.
L'11 de març de 1496, Colom torna a la península amb dues naus, la Niña i l'Índia (la primera caravel·la construïda al nou món) i arriba l'11 de juny a Cadis.

### Tercer viatge

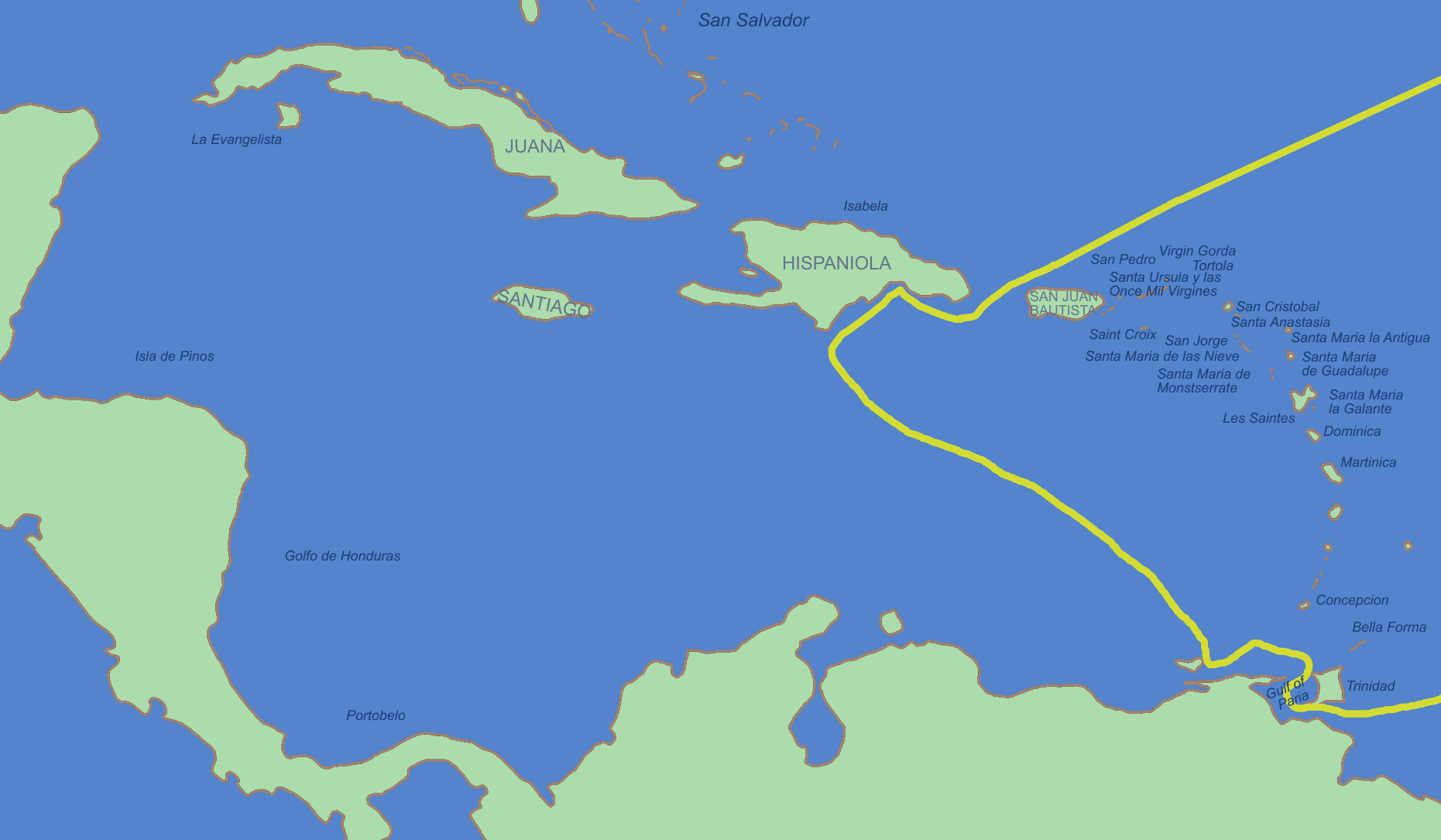
Recorregut del tercer viatge de Colom

El 30 de maig de 1498, Colom partí des de Sanlúcar de Barrameda capitanejant vuit vaixells amb una tripulació de 226 persones, entre els quals cal comptar el frare Bartolomé de las Casas (Bartomeu Casaus), que més endavant proporcionà una part de les transcripcions dels diaris de Colom.
La primera escala, la realitzà a les illes portugueses de Cap Verd, arribant el 31 de juliol a l'illa Trinitat. L'1 d'agost de 1498 toca per primera vegada terra continental, i l'anomena Illa Santa.
Entre el 4 i el 12 d'agost explorà el golf de Paria, la Boca de Dragó, i l'illa Margalida, va navegar per les illes de Tobago (Bella Forma) i Granada (Concepció), i arribà fins a la desembocadura del riu Orinoco.
El 31 d'agost retornà a La Hispaniola, a la ciutat de Santo Domingo fundada pel seu germà Bartomeu Colom, i trobà que la majoria dels colons allà assentats estaven descontents, car se sentien estafats per no haver trobat les riqueses que Colom els havia promès.
En repetides ocasions, Colom intentà pactar amb els revoltats: els taínos i els caribes. Alguns dels espanyols que havien tornat a la península acusaren Colom a la cort de mal govern.

### La investigació de Bobadilla
En absència de Cristòfor Colom, el 1497 esclatà a la Hispaniola la rebel·lió de Roldán, que aconseguí el suport de molts colons, els quals estaven descontents amb la precarietat de la vida a l'illa, ja que els sous no eren pagats, el menjar escassejava i no podien retornar a la península. Inicialment, intentaren apoderar-se de l'única caravel·la que hi havia al port per tornar a la península. Després de diferents enfrontaments, combatent contra Bartomeu Colom i Miquel Ballester, els revoltats es replegaren cap a l'interior de l'illa. Bartomeu i Roldán es reuniren en diverses ocasions sense arribar a cap entesa.
El 31 d'agost de 1498, tornà Cristòfor a Santo Domingo i finalment aconseguí pactar una pau amb Roldán, l'agost de 1499. Tant Roldán com Colom enviaren als reis dos informes, explicant la versió de cada un dels fets (el de Colom s'ha perdut).
Després d'aquests fets, Colom reclamà insistentment a la corona l'enviament urgent de funcionaris reials en diverses ocasions.
La governabilitat es feu cada cop més complicada, es produïren una sèrie d'enfrontaments entre Roldán i Fernando de Guevara, que acabaren en un seguit de detencions, algun assassinat, i Bartomeu Colom va fer tancar setze revoltats en un pou.
Davant els fets protagonitzats per Roldán, els reis envien l'administrador reial Francisco de Bobadilla a La Hispaniola l'any 1500, amb una flota de tres naus, que arribà el 23 d'agost de 1500 a Santo Domingo. Allí va trobar Diego Colom, germà de l'almirall, ja que Bartomeu Colom era amb Roldán a Xaraguà reprimint una conspiració, i Cristòfor Colom era a la Concepció.
El 24 d'agost Bobadilla va fer llegir a la porta de l'església el seu nomenament com a «pesquisidor» ('investigador') reial per a investigar els actes de rebel·lió i reclamà a Diego que li lliurés els presoners. Don Diego va respondre que els nomenaments de Cristòfor Colom prevalien sobre els seus. El 15 de setembre, en arribar Cristòfor, Bobadilla va repetir l'operació, i Colom repetí l'argument ja exposat pel seu germà. Immediatament, Bobadilla va fer detenir i encadenar Diego i Cristòfor Colom, comminant Cristòfor a escriure a Bartomeu Colom perquè es presentés a Santo Domingo, cosa que l'almirall va fer. En arribar Bartomeu, va ser detingut i tancat amb els seus germans.
La pesquisa de Bobadilla consistí a fer tres preguntes a 22 testimonis: la primera era si Colom havia intentat revoltar-se contra ell, la segona era si l'almirall impedia el bateig dels indígenes, i la tercera era sobre la justícia dels Colom.
A primers d'octubre de 1500 els tres germans Colom, Cristòfor, Bartomeu i Diego, van ser enviats a la península, amb els documents de la pesquisa de Bobadilla, i també amb la documentació dels processos que Colom havia instruït contra els delinqüents. Colom refusà que li traguessin els grillons en tot el viatge forçat de retorn.
El 25 de novembre de 1500 arribaren altre cop a Espanya, i allí continuaren empresonats fins que, assabentats els reis, manaren alliberar-los i enviar-los 2.000 ducats.
El 17 de desembre de 1500 arribaren a Granada i es presentaren davant dels reis. L'almirall es posà a plorar, però Bartomeu ni plorà ni s'agenollà. Els va dir que l'havien fet venir, que havia perdut set anys de la seva vida en el nou món passant penalitats i perills, i que ara que estava tot fet era deshonrat i vexat; reclamà la reparació del seu honor i que se li paguessin tots els sous que li devien i que, si no el necessitaven per a res més, ell volia refer la seva vida.
Per a molts historiadors l'actuació de Bobadilla fou fora mida, excedint-se aquest en les seves atribucions. Fins i tot, l'historiador Pablo Emilio Taviani indica que l'episodi de Bobadilla és un cop d'estat dels mateixos reis contra les capitulacions signades per ells.
Bobadilla va ser destituït el 3 de setembre de 1501, i el 27 de setembre la corona nomenà Nicolas de Ovando nou governador de l'Espanyola. La corona reafirmà el dret de Colom a la vuitena part del comerç amb la colònia, ordenà que li fossin restituïts els seus béns, i feu pagar a Bobadilla tot el que hagués perdut o venut.
Colom fou definitivament apartat del govern de l'illa i la corona aprofità per a retirar-li gran part de les prerrogatives que li havien concedit. Així mateix, Colom ja havia perdut el monopoli de la conquesta i colonització de les terres a les quals havia arribat, ja que el 1499 els monarques autoritzaren diverses expedicions, les quals són conegudes amb el nom de viatges menors o andalusos.

### Quart viatge

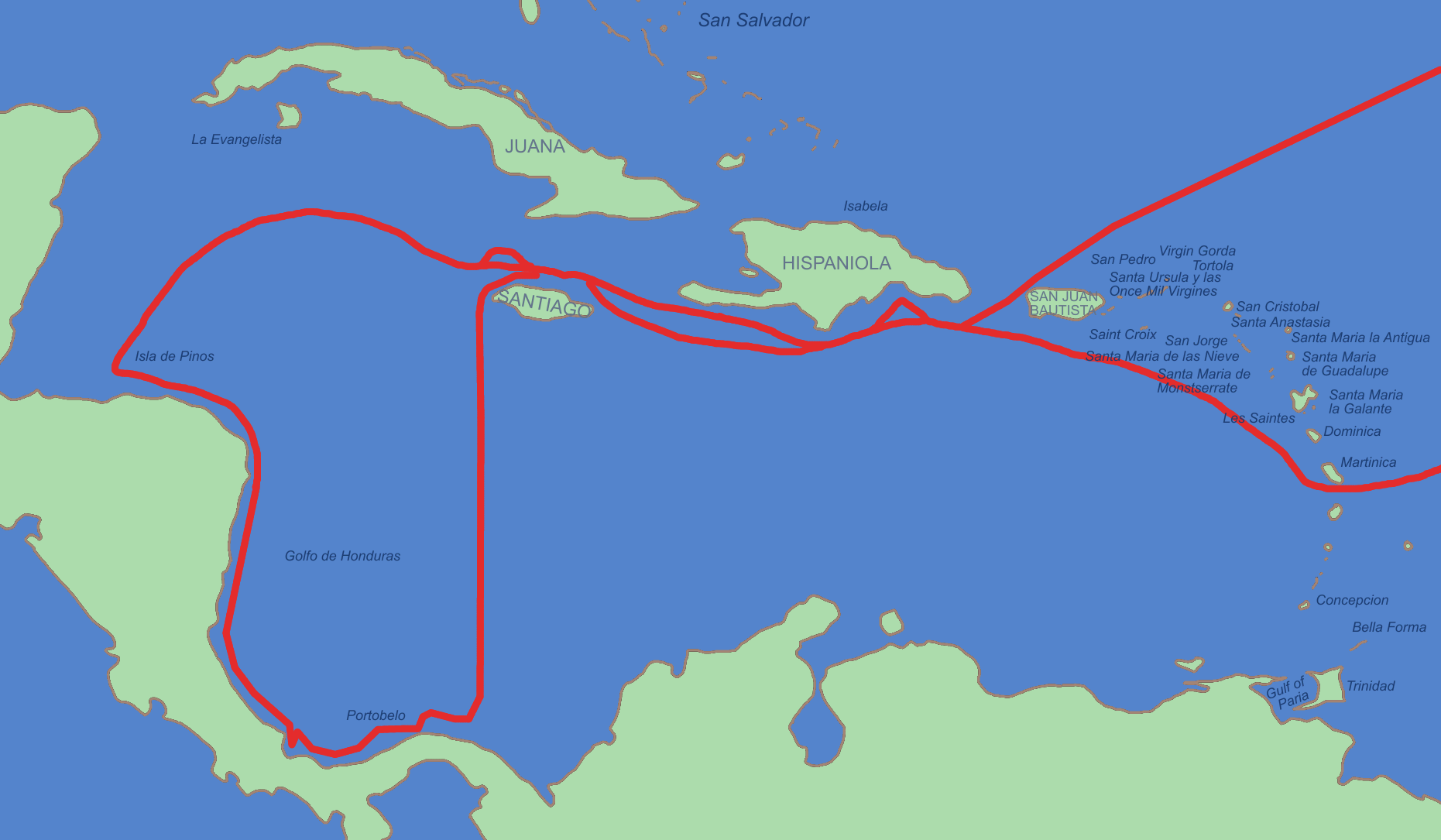
Recorregut del quart viatge de Colom

Colom organitzà el quart viatge a Sevilla, des d'on sortí el 3 d'abril de 1502 cap a Cadis, port des del qual es fa cap a alta mar el 9 de maig amb dues caravel·les i dues naus (Santa Maria, Santiago, La Gallega i Vizcaíno), i 139 marins.
El 29 de juny la flota arribà a Santo Domingo, on el nou governador Nicolás de Ovando li prohibí desembarcar, seguint les ordres dels reis Catòlics.
El 30 de juliol començà a explorar les costes de l'actual Hondures, i arribà a l'illa Guanaja, el 16 d'octubre desembarcà al continent, on els indígenes del llac Chiriqui l'informen que està en un istme, i que a només nou dies de marxa hi ha l'oceà Pacífic; Colom no en fa cas i persegueix obsessivament les perles i metalls preciosos per tal d'acontentar la corona.
El 18 d'octubre de 1502 arriba a les costes de Veragua. El 6 de gener intenta fundar la ciutat de Betlem a Veragua (el primer assentament al continent), on pretén deixar Bartomeu mentre ell retorna a Castella, però no ho aconsegueix. El 16 d'abril marxen de Betlem amb tres caravel·les corcades.
L'any 1503, descobrí les illes anomenades Caiman Brac i Petites Caiman que reberen el nom de Les Tortugues; tanmateix, Colom mai arribà a descobrir l'illa de Gran Cayman; aquest viatge fou el seu últim viatge per les Gran Antilles.
El 25 de juny de 1503 arriba a Jamaica, on són destruïts, per diverses causes, els dos vaixells que li queden. El 7 de juliol de 1503, envia una carta als reis amb Diego Méndez, el qual, junt amb Bartolomeo Fieschi i a bord d'una canoa índia, van de Jamaica a la Hispaniola per tal de cercar ajut, però Ovando durant mesos impedí enviar ajut a l'almirall.
El 2 de gener, els expedicionaris de Colom s'amotinen a causa de la manca d'aliments. Davant d'aquesta situació de precarietat, Colom ordeix una enganyifa per tal d'aconseguir aliments dels indígenes: amb l'ajut de les taules astronòmiques d'Abraham Zacuto preveu un eclipsi de lluna el 29 de febrer gràcies al qual aconsegueix el desitjat menjar.
El 29 de juny de 1504, són rescatats de Jamaica en un vaixell enviat per Diego Méndez, i portats a la Hispaniola, on arriben el 13 d'agost.
L'11 de setembre de 1504, Colom emprèn el seu viatge de retorn: surt de Santo Domingo i arriba a Sanlúcar de Barrameda el 7 de novembre.

## Mort

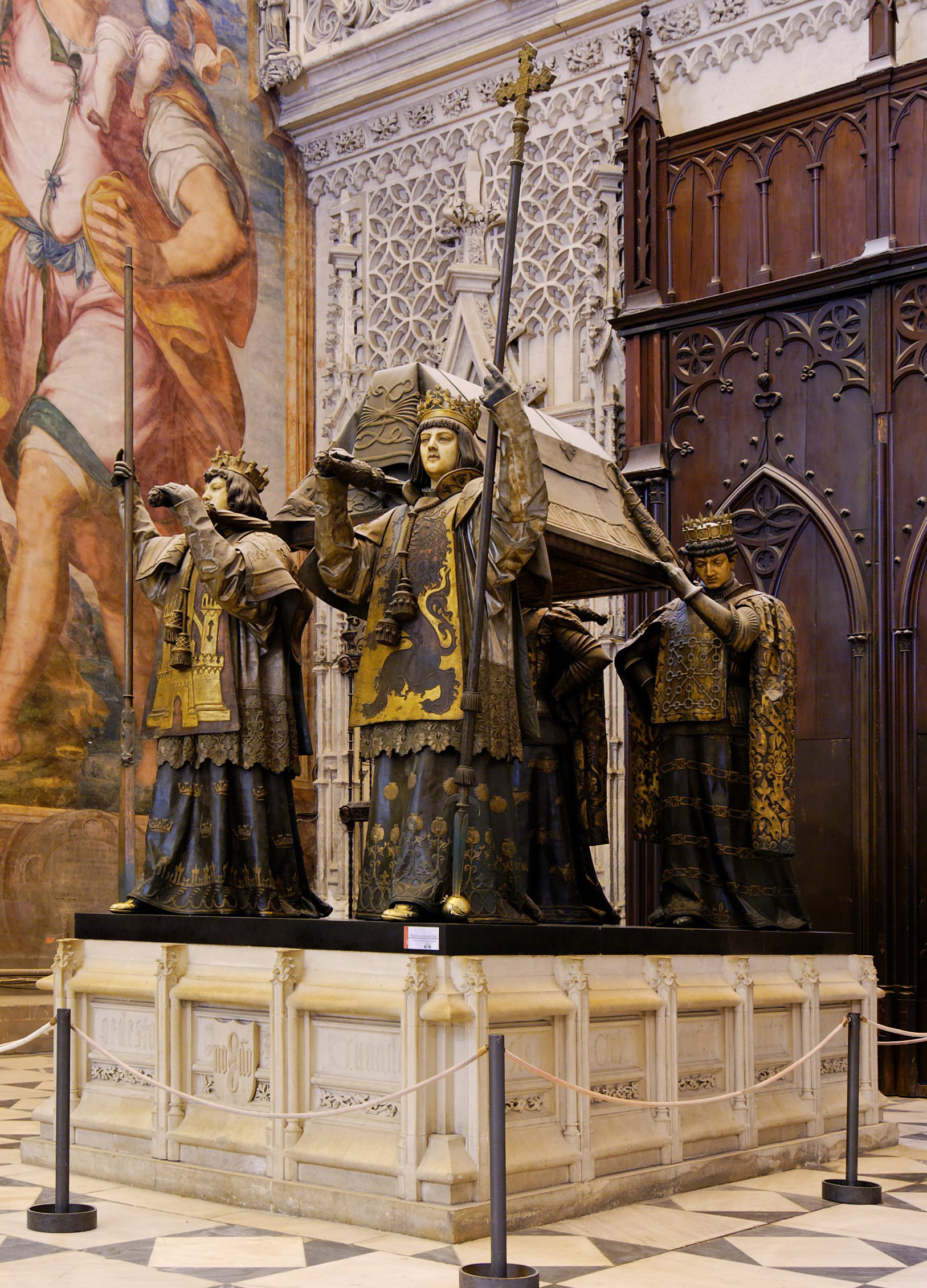
Tomba de Cristòfor Colom, catedral de Sevilla

Cristòfor Colom morí a Valladolid el dia 20 de maig de 1506, i fou enterrat a la capella de Luis de Cerda, en el convent de Sant Francesc de la mateixa població. L'11 d'abril de 1509, les seves despulles foren traslladades al monestir de la Cartuja de Sevilla per desig del seu fill Diego.
Després de la mort de Diego, el 1526, la vídua d'aquest, Maria Toledo, en compliment dels desitjos del seu marit i del seu sogre, intercedí davant el rei Carles I per tal de traslladar les despulles de pare i fill a la catedral de Santa Maria de l'Encarnació de Santo Domingo. L'any 1542, finalment, les despulles foren traslladades a l'illa. Posteriorment, a Santo Domingo, també serien enterrats diversos descendents més de l'almirall.
Després de la cessió, pel tractat de Basilea, de l'illa de Santo Domingo el 1795 als francesos, es traslladaren les restes del primer almirall a l'Havana, i les del seu fill i els seus nets a Santo Domingo.
Després de la Guerra de la independència de Cuba el 1898, les despulles de Colom es tornaren a traslladar, recalant, finalment, a la catedral de Sevilla, on reposen en un sumptuós cadafal.
Al voltant de l'enterrament de Colom existeix una vella discussió sobre on es troben realment les seves restes. Segons alguns historiadors, en el moment d'exhumar les restes, de la catedral de Santo Domingo, el 1795, per enviar-les a Cuba, el mal estat de les tombes causà dubtes respecte a quina era exactament la tomba de Cristòfor Colom. És probable que només es recollís una part de les seves despulles (ossos), i que la resta quedés enterrada a Santo Domingo.
Malgrat això, existeixen estudis vers els emplaçaments de totes les tombes dels Colom: Cristòfor Colom I, Diego Colom I, Luis Colón Toledo i Cristóbal Colón (II), nets, i dos descendents més: Diego Colón III i IV, a l'altar major de Santa Maria de Santo Domingo, cosa que facilitaria conèixer quina era la tomba del primer almirall. Així mateix, segons els diferents estudis realitzats a les restes ubicades a la catedral de Sevilla, es confirma que aquestes pertanyen a l'almirall, tot i no estar completes.

### Testament de Colom
El 19 de maig de 1506, un dia abans de la seva mort a Valladolid, Cristòfor Colom redacta el seu testament davant de Pedro de Inoxedo, escrivà de cambra dels reis Catòlics. Com a testamentaris i complidors de la seva ànima va deixar el seu fill Diego Colón, el seu germà Bartomeu Colom i Juan de Porras, tresorer de Biscaia. En aquest document apareix citat com a almirall, virrei i governador de les illes i terra ferma de les Índies descobertes i per descobrir.
El testament diu:
| « | Yo constituí a mi caro hijo don Diego por mi heredero de todos mis bienes e ofiçios que tengo de juro y heredad, de que hize en el mayorazgo, y non aviendo el hijo heredero varón, que herede mi hijo don Fernando por la mesma guisa, e non aviendo el hijo varón heredero, que herede don Bartolomé mi hermano por la misma guisa; e por la misma guisa si no tuviere hijo heredero varón, que herede otro mi hermano; que se entienda ansí de uno a otro el pariente más llegado a mi linia, y esto sea para siempre. E non herede mujer, salvo si non faltase non se fallar hombre; e si esto acaesçiese, sea la mujer más allegada a mi linia. | » |

Així, deixa com a hereu el seu primogènit, Diego, segons el costum. Deixa en el seu testament unes teòriques rendes per al seu fill Fernando (1.500.000 morabatins/any), al seu germà Bartomeu (150.000 morabatins/any) i a Diego (100.000 morabatins/any), i justifica la quantitat més petita per a Diego perquè és membre de l'Església. Les dites rendes són hipotètiques, ja que com indica el mateix testament «i no sé com això hagi de ser, perquè fins ara la dita renda del dit majoratge no n'és sabuda ni té número».
Colom diu en el testament que els reis catòlics varen aportar un compte (milió) de morabatins per a l'empresa del descobriment i que ell hagué d'aportar la resta.
| « | […] Sus Altezas non gastaron ni quisieron gastar para ello salvo un cuento de maravedís, e a mí fue necesario de gastar el resto: ansí plugo a Sus Alteças que yo uviese en mi parte de las dichas Indias […] | » |

En el testament també és citada la senyora Beatriz com a mare de Fernando i demanà al seu fill Diego que mai no li faltés res per raons que pesaven en la seva ànima.
| « | […] E le mando que aya encomendada a Beatriz Enríquez, madre de don Fernando, mi hijo, que la probea que pueda bevir honestamente, como presona a quien yo soy en tanto cargo. Y esto se haga por mi descargo de la conçiençia, porque esto pesa mucho para mi ánima. La razón d'ello non es líçito de la escrevir aquí […] | » |

### Estudis forenses i les proves d'ADN
Segons els estudis de l'ADN realitzats als ossos que es troben a la catedral de Sevilla, aquests serien de l'almirall, per comparació amb els del seu germà Diego i del seu fill Ferran. El professor José Antonio Lorente, cap de l'equip que examinà les restes de Colom ubicades a Sevilla, indica: «En els fragments d'ADN mitocondrial de Diego Colom que hem pogut analitzar –en una regió que es denomina HV1 i en una altra regió de referència que es denomina HV2–, hi ha una identitat absoluta, la qual cosa és pròpia d'una relació maternofilial, és a dir, de dos germans».
Segons els antropòlegs que han analitzat les restes, les de Sevilla són només el 15% del total (200 grams), la qual cosa fa pensar que les restes que es troben a Santo Domingo podrien ser la resta d'aquestes; no obstant això, manquen estudis per confirmar-ho. Segons Miguel C. Botella, professor d'antropologia física de la Universitat de Granada, les restes atribuïdes a Colom descriuen: «un home, d'entre 50 i 70 anys, sense marques de patologia, sense osteoporosi i amb alguna càries. Mediterrani, mitjanament robust, i de talla mitjana. Per la seva part, les restes de Diego corresponen a una persona d'entre 54-64 anys.

## Aparença física

Retrat d'un home, segons diuen de Cristòfor Colom, obra de Sebastiano del Piombo

Tot i que hi ha moltes obres amb retrats de Cristòfor Colom, no n'existeix cap que sigui contemporània i no es coneix la seva fesomia autèntica; alguns, però, s'ajusten a la descripció feta per Las Casas; en canvi, d'altres són fantasiosos. Bartolomé de las Casas, un dels primers cronistes de Colom, descrigué l'aparença física de Colom així:
| « | Fou de cos alt, més que mitjà; el rostre llong i autoritzat; el nas aguilenc; els ulls blavosos; la color blanca, que tirava a vermell encès; la barba i el cabell, quan era jove, rossos, encara que molt prest amb la feina se li tornaren canosos. | » |

| «                | L'almirall és ben format i més gran que la mitjana, amb cara prima i els pòmuls una mica elevats, ni prim ni gras. Tenia el nas aguilenc i el cabell blanc; en la seva joventut… havia estat ros, es va convertir en blanc per complet a l'edat de trenta anys. | » |
| — Hernando Colón | |   |

Hi ha un quadre pintat per Alejo Fernández, entre 1505 i 1536, titulat La Mare de Déu dels navegants que es troba al Real Alcázar de Sevilla i és l'únic retrat de Colom fet amb patrocini oficial de la corona. A l'Exposició Mundial Colombina de 1893, s'exposaren un total de 71 presumptes quadres amb el retrat de Cristòfor Colom, molts d'aquests no es corresponien amb descripcions contemporànies. Altres versions el descriuen sistemàticament com un home alt i físicament fort d'aproximadament sis peus o més, possiblement més alt que l'alçada mitjana europea en els seus dies.

## Germans, núpcies i descendents

### Germans de Colom
Cristòfor Colom tenia dos germans, Dídac Colom (1450?- Sevilla, 1515) i Bartomeu Colom (1462?-Santo Domingo, 1514). Dídac Colom acompanyà el seu germà Cristòfor en el seu segon viatge a les Índies, i en el seu retorn l'any 1495, representà el seu germà per desmentir els rumors de desgovern que arribaven a la cort sobre el nou món. Exercí durant uns anys de governador, fins que fou capturat, empresonat i retornat a la península ensems amb els seus germans. El 8 de febrer de 1504 els reis Catòlics li concediren la nacionalitat castellana per poder exercir càrrecs eclesiàstics. L'altre germà de l'almirall, Bartomeu Colom, va ser enviat a Anglaterra pel mateix per negociar el projecte colombí amb el rei anglès, i després a França, convidat per la regent Anna de Beaujeu. Durant uns anys de la seva vida exercí de governador de l'illa Hispaniola.

### Dones de Colom
Cristòfor Colom es casà només un cop, amb Felipa Moniz Perestrello, encara que més endavant tingué una amistança amb Beatriz Enríquez de Arana. Felipa Moniz Perestrello (1430? - c. 1484-85) era filla de Bartomeu Perestrelo, administrador de l'illa de Porto Santo, i d'Isabel Moniz. Es va casar l'any 1479 amb Colom i tingueren un fill, Diego Colón Moniz, que es convertiria en l'hereu de la família. La família va viure junta a l'illa de Porto Santo fins a la mort de Felipa i, arran d'això, Colom i el seu fill Diego marxaren a Lisboa. Beatriz Enríquez de Arana (1467-1521) va ser l'amistança de l'almirall i tingueren un fill junts, Fernando. L'any 1493, l'almirall ordenà al seu fill Diego que li passés una manutenció de 10.000 morabatins anuals i, fins i tot, en el testament de Colom va demanar al seu hereu Diego que no la descurés.

### Fills dels Colom

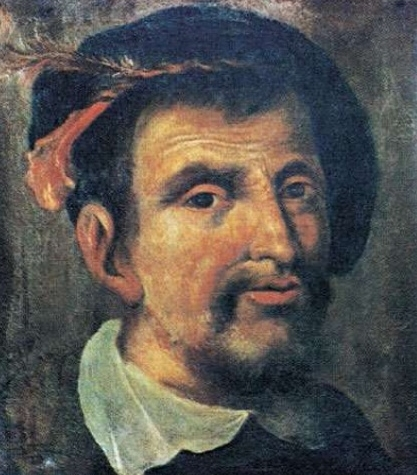
Fernando Colom

L'hereu de Colom, Diego Colón Moniz (1480-1526), va ser el segon almirall i virrei. Va ser l'encarregat de defensar els drets del seu pare a la cort, i a la seva mort, els reis Catòlics el nomenaren governador de la Hispaniola l'any 1508. Després de reclamacions judicials contra la corona, aconseguí que se li atorgaren els càrrecs de virrei i almirall circumscrits als territoris descoberts pel seu pare. Va ser enterrat al monestir de las Cuevas ensems amb les restes del seu pare.
El fill fora del matrimoni, Fernando Colón (1488-1539), fou pujat per la cort com a patge del príncep Joan i, posteriorment, de la reina. Va acompanyar el seu pare en el quart viatge a Amèrica. Va escriure diversos llibres i va iniciar la primera Cosmografia d'Espanya, encara que no la va poder acabar, a petició de Carles I de Castella i d'Aragó.

### Descendents
Al seu fill Diego Colón, 2n almirall i 1r duc de Veragua, l'heretà el net baró de major edat, Luis Colón Toledo, que fou 3r almirall i 2n duc de Veragua. Però aquest, amb els seus múltiples matrimonis, alguns d'il·legals, aconseguí crear un greu conflicte hereditari. Paral·lelament, la corona va desposseir Lluís dels seus càrrecs i el condemnà al desterrament en una sentència per bigàmia.
Com que els drets de successió de Luis no eren clars, els seus càrrecs van anar a parar al seu nebot Diego Colón Pravia, 4t almirall i 3r duc de Veragua (com a fill baró de Cristòfor Colom Toledo), que es casà amb la seva cosina (filla de Lluís) Felipa Colón Mosquera, que, com que no tingué descendència masculina, va ser l'últim descendent per línia directa masculina de l'almirall.
Així, a la mort de Cristóbal Colón Pravia, els títols familiars anaren a parar al fill de la filla més gran del segon almirall (Maria Colom Toledo) amb descendència masculina: Cristòfor Cardona i Colom, que, per tant, fou almirall d'Aragó i segon marquès de Guadalest, per herència del pare, i 5è almirall de les Índies i 3r duc de Veragua, per part de la mare.
Cristòfor Cardona Colom no tingué descendència masculina legal, malgrat sí tenir-la fora del matrimoni. Així, el càrrec anà a parar a Álvaro de Portugal i Colón de Toledo (fill de Jorge de Portugal, comte de Gelves, i Isabel Colón Toledo), i fou per tant 6è almirall i 4t duc de Veragua, i 2n comte de Gelves, el qual inicià la branca dels Colón de Portugal, que perdurà fins a 1710, amb la mort de l'últim hereu baró de la nissaga, Pedro Manuel Colon de Portugal y de la Cueva (1651-1710), 7è duc de Veragua.
Posteriorment, Mariano de Larretegui y Embrún, superintendent de policia i membre del «Consejo de Castilla», aconseguí ser nomenat 9è duc de Veragua i marquès de Jamaica, i 11è almirall per via judicial el 16-01-1790 (sentència ratificada el 20-03-1793, i el 9-01-1796), aconseguint també que fossin nomenats els seus avantpassats fins a tres generacions amb efectes retroactius, com a descendents de na Josefa de Ortegón y Colón, filla de Francisca Colón y Pravia (1552?-1616) i de Diego de Ortegón i neta de Cristóbal Colón Toledo i de Ana de Pravia, i és aquesta la branca successòria que es manté en els nostres dies: Cristóbal Colón de Carvajal y Ramírez de Haro (15è duc de Veragua, marquès de Jamaica i 17è almirall), i la seva germana, la historiadora Anunciada Colón de Carvajal, formen la vint-i-unena generació des del primer almirall, i són descendents de Josefa de Ortegón y Colón i Francisco Paz de la Serna.
Per altra banda, la família Colom es troba emparentada, mitjançant la branca portuguesa de la família (originada per Álvaro de Portugal y Colón de Toledo (1535-83)), amb els ducs d'Alba i, per tant, amb Cayetana Fitz-James Stuart (Madrid, 1926), 18a duquessa d'Alba i 18a comtessa de Gelves.

## Documents colombins
Cristòfor Colom escrigué un gran nombre d'escrits i documents sobre els seus viatges, molts dels quals s'han conservat fins al dia d'avui. Colom va escriure les relacions dels seus quatre viatges a Amèrica, encara que actualment no se'n conserva cap; només coneixem la còpia resumida que va fer el cronista Bartolomé de las Casas en el seu llibre sobre el seu primer i tercer viatge. Entre 1501 i 1502, Colom escrigué el Llibre de les profecies, que era un document de 84 fulls, dels quals se n'han perdut 14, que explicava la gran envergadura del descobriment d'Amèrica a la vista dels profetes de l'Antic Testament i alhora justificava la croada per conquerir Jerusalem. També es conserven diferents còpies de documents personals, alguns d'originals, que s'han atribuït a l'almirall com diferents cartes, memorials, algun llibre i una cèdula; entre aquests documents, s'hi compten, per exemple, la carta de Colom a Lluís de Santàngel, a Juana de la Torre, diverses als reis Catòlics i al seu fill Dídac, o també la cèdula nomenant Bartomeu Colom governador de la Hispaniola.
Així mateix, es considera que Colom instituí un pubillatge, l'any 1497, el qual fou perdut. Amb tot, existeix una còpia i una ratificació, la veracitat de les quals és posada en dubte per alguns historiadors.
 També es conserven dues còpies del testament de l'almirall del 19 de maig de 1506, una còpia notarial a l'Arxiu d'Índies de Sevilla dins l'arxiu familiar dels ducs de Veragua, i l'altre al Patronat.
A banda dels documents escrits per l'almirall, també es coneix les gestes dels primers viatges gràcies als llibres dels primers cronistes: el seu fill Fernando Colom, el qual detallà cadascun dels quatre viatges; el frare Bartolomé de las Casas, que escrigué Diario i Historia de las Indias; Francisco López de Gómara, que escrigué Historia general de las Indias sense haver travessat mai l'oceà l'Atlàntic; Andrés Bernáldez que escrigué Historia de los Reyes Católicos don Fernando y doña Isabel, en què relata el primer viatge de l'almirall; Gonzalo Fernández de Oviedo, que escrigué Historia general y natural de las Indias, islas y tierra-firme del mar Océano; Pietro Martire d'Anghiera, que escrigué una sèrie d'epístoles en llatí titulades De Orbe Novo; i finalment, Jerónimo Zurita y Castro, que escrigué Historia del Rey don Fernando el Católico.

## Signatura

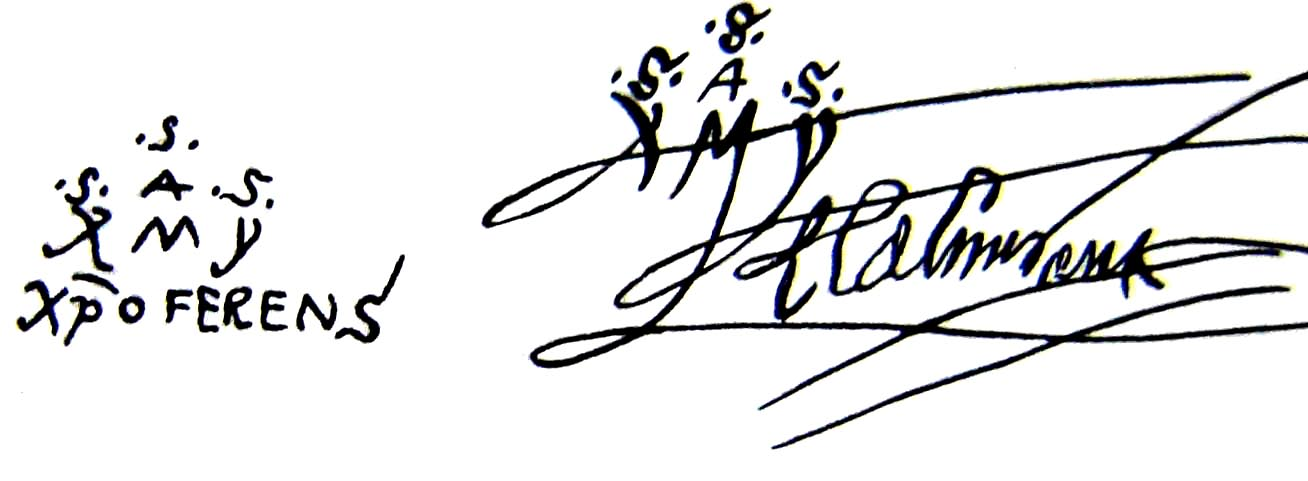
A l'esquerra es veu la signatura de Colom com XpoFERENS (1504) i a la dreta la seva signatura com «Al Almirant» (1498), en ambdós casos amb l'anagrama

Es coneixen diverses signatures de Colom, encara que totes són posteriors al descobriment d'Amèrica, l'any 1492.
Signà amb el nom «Xpo Ferens» que consisteix en una barreja de grec i llatí que integra el nom de Cristòfor. Xpo és una abreviatura del grec Xpistós que significa 'Crist'. Ferens, que prové del llatí i és traduïda 'el que porta a'; formant així 'el que porta a Crist', és a dir, Cristòfor.
També signà cartes amb el nom de «L'almirant» o «El almirante», i en alguna ocasió com «El virrey».
La signatura va sempre acompanyada per una sèrie d'inicials que formen un anagrama («.S.», «.S.A.S.» i «XMY»); tot i que actualment no existeix una resposta unitària sobre el seu significat, existeixen diverses teories al respecte.

## Llegat de Colom
Encara que en el seu temps, fins al mapa de Martin Waldseemüller de 1507, es van anomenar Índies occidentals o nou món, i tot i que possiblement no va ser el primer explorador europeu d'Amèrica (existeixen constàncies escrites d'expedicions de cartaginesos, àrabs hispànics, vikings, i hi ha qui afirma que també xinesos), Colom va ser qui va descobrir un nou continent per a Europa i la història, perquè va ser el primer navegant capaç de traçar una ruta d'anada i tornada aprofitant els corrents marins de l'Atlàntic que avui encara s'utilitzen.
L'arribada a Amèrica va obrir també camí a la introducció a Europa de nous productes agrícoles que es conreaven en aquelles terres, com el blat de moro, la patata, el cacau, el tabac, el pebrot, el zapallo, la carabassa, el poroto (noves varietats de mongeta o fesol) o la vainilla, entre d'altres. Els investigadors han estimat que tres cinquenes parts dels cultius actuals de tot el món van ser importades des d'Amèrica. En sentit invers, l'arribada de Colom va portar a Amèrica la roda, el ferro, el cavall, el porc, l'ase, el cafè, la canya de sucre i les armes de foc, entre d'altres.

### En la cultura popular
Arran de la revolució que suposà la descoberta capitanejada per Colom, la seva figura i el seu nom, així com les seves variants, apareixen en un munt d'exemples, tant en les arts com en la cultura. Incomptables places i carrers porten el seu nom, així com escultures i monuments relacionats amb ell. La figura de Colom ha esdevingut una icona mundial. Amb tot, com no podria ser d'altra manera, presenta la dualitat entre l'admiració, per haver dut a terme la descoberta, i l'animadversió, pels abusos comesos contra els pobles indígenes després de la seva arribada.
En diferents països es commemora el dia del «descobriment» d'Amèrica per part de Colom el 12 d'octubre de 1492. La data del descobriment ha esdevingut dia festiu i reivindicatiu en moltes zones. A Espanya s'ha adoptat aquesta data, 12 d'octubre, com a Dia de la Hispanidad; als Estats Units d'Amèrica se celebra el Columbus Day i en diferents països de l'Amèrica llatina: l'Argentina (des de l'any 1917), Veneçuela (1921 - 2002), Mèxic (1928) i Xile (1931), celebren el Día de la Raza (a Espanya mantingué la mateixa denominació fins a l'any 1957, en què passa a anomenar-se Dia de la Hispanidad). A Veneçuela, el president Hugo Chávez canvià la denominació de Día de la Raza per Día de la Resistencia Indígena.
Quant a la toponímia, el nom de Colom és emprat bastament arreu de la geografia terrestre: Colòmbia, país, deu el seu nom a l'almirall, així com diferents regions, ciutats i rius com, per exemple: Columbia (Carolina del Sud, Estats Units), Columbus (Ohio, Estats Units), districte de Colúmbia federal, on se situa la capital federal dels Estats Units, La Colúmbia Britànica (Brititsh Columbia) província del Canadà, El riu Columbia als Estats Units, així com moltes altres ciutats: Colón (Panamà, així com la província homònima. A l'Argentina hi ha dues ciutats anomenades Colón (a les províncies de Buenos Aires i Entre Ríos), així com a Cuba. Puerto Colón (a Paraguai), Ciudad Colón (Costa Rica), Villa Colón (Mèxic), San Juan de Colón (Veneçuela), San Marcos de Colón (Hondures) en serien altres exemples. Així mateix l'arxipèlag de Galápagos també rep el nom d'«archipiélago de Colón».
Com a excepció s'ha de citar la ciutat de Colombo a Sri Lanka, ja que aquest topònim no deriva del nom de l'almirall (en l'atles català de 1375 ja apareix mencionada aquesta ciutat).
Als Estats Units d'Amèrica, el referent femení similar a l'oncle Sam és anomenat Columbia. Les unitats monetàries principals de Costa Rica i del Salvador reben el nom de colón.
A Espanya, concretament a la província de Huelva, s'ha creat una ruta historicoartística al voltant de la figura de Colom i els fets que envoltaren el descobriment. Aquesta ruta és anomenada la ruta dels Lugares colombinos i fou declarada conjunt historicoartístic de la província.